# Mosaïque des chevaux de Carthage
Vous lisez un « article de qualité » labellisé en 2013.
La mosaïque des chevaux est une mosaïque d'époque romaine, de douze mètres sur neuf environ, trouvée en 1960 sur le site archéologique de Carthage, en Tunisie actuelle, non loin du monument énigmatique connu sous le nom d'édifice à colonnes. Elle est déplacée par la suite dans le parc archéologique des villas romaines, à proximité immédiate de la villa dite « de la volière ».
La mosaïque est un damier alternant entre de petits tableaux figurés, en majorité des représentations de chevaux, et des compositions géométriques. Ce « riche catalogue iconographique [est] jusqu'ici sans pareil » selon Azedine Beschaouch.
La composition de mosaïque et d'opus sectile ainsi que son thème original en font l'une des œuvres les plus intéressantes livrées par le site au XXe siècle. Elle n'est cependant pas sans poser des questions aux spécialistes qui s'interrogent sur sa datation précise, son inspiration et son rayonnement hors d'Afrique, certains détails se retrouvant en particulier sur les mosaïques de la villa romaine du Casale en Sicile.

## Histoire de la découverte
La mosaïque est retrouvée lors de travaux de voirie fin novembre 1960, lorsque des ouvriers tunisiens chargés d'élargir la route reliant La Malga au palais présidentiel de Carthage mettent au jour, au pied de la colline de Junon, une vaste construction dénommée « palais » par l'historien Gilbert Charles-Picard et riche de belles mosaïques. Le bâtiment est alors dans un état de conservation très médiocre, à seulement quelques mètres en contrebas de l'édifice à colonnes.
En raison des travaux effectués, les fouilles ne peuvent être menées de façon satisfaisante et il en résulte une certaine méconnaissance du lieu de la découverte. De façon générale, la topographie de la Carthage à l'époque romaine est insuffisamment connue en dépit d'un quadrillage théorique, établi en particulier grâce aux travaux de Charles Saumagne. En effet, la cité était divisée en îlots urbains de 142 m sur 35,50 m, restitués par le carroyage général du site.

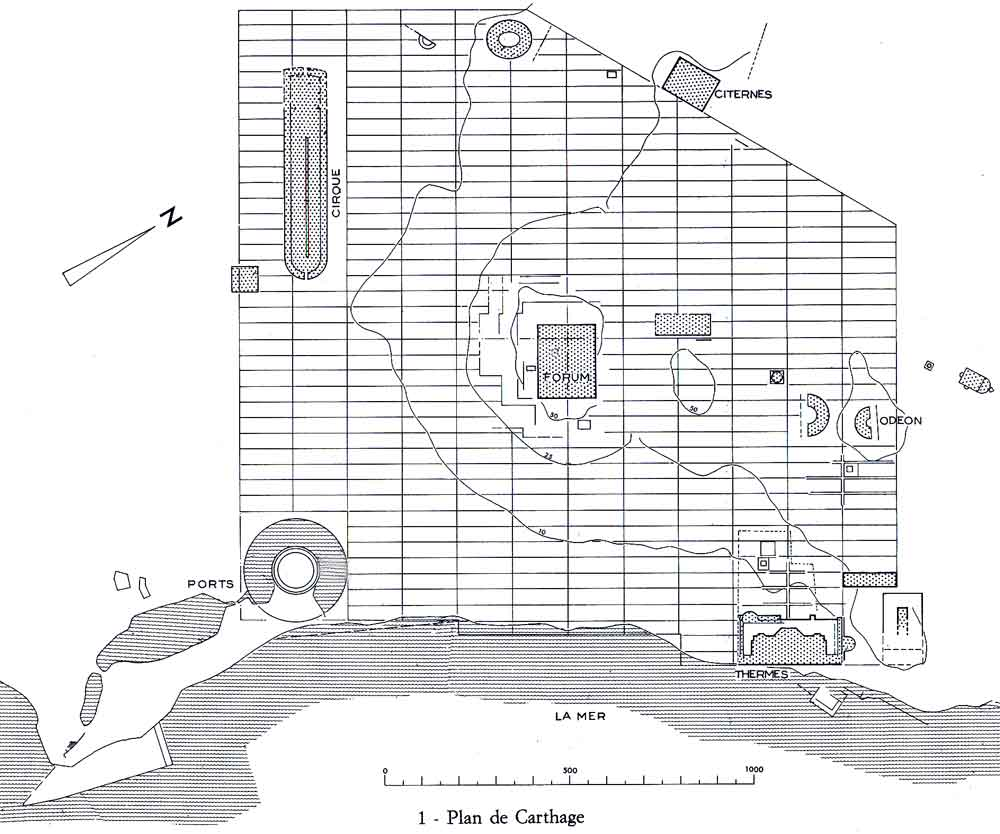
Plan général de la Carthage romaine, le lieu de la découverte étant à proximité de l'édifice situé à l'est du forum.
Plan des vestiges antiques à Carthage avec le lieu de la découverte à proximité du no 8.
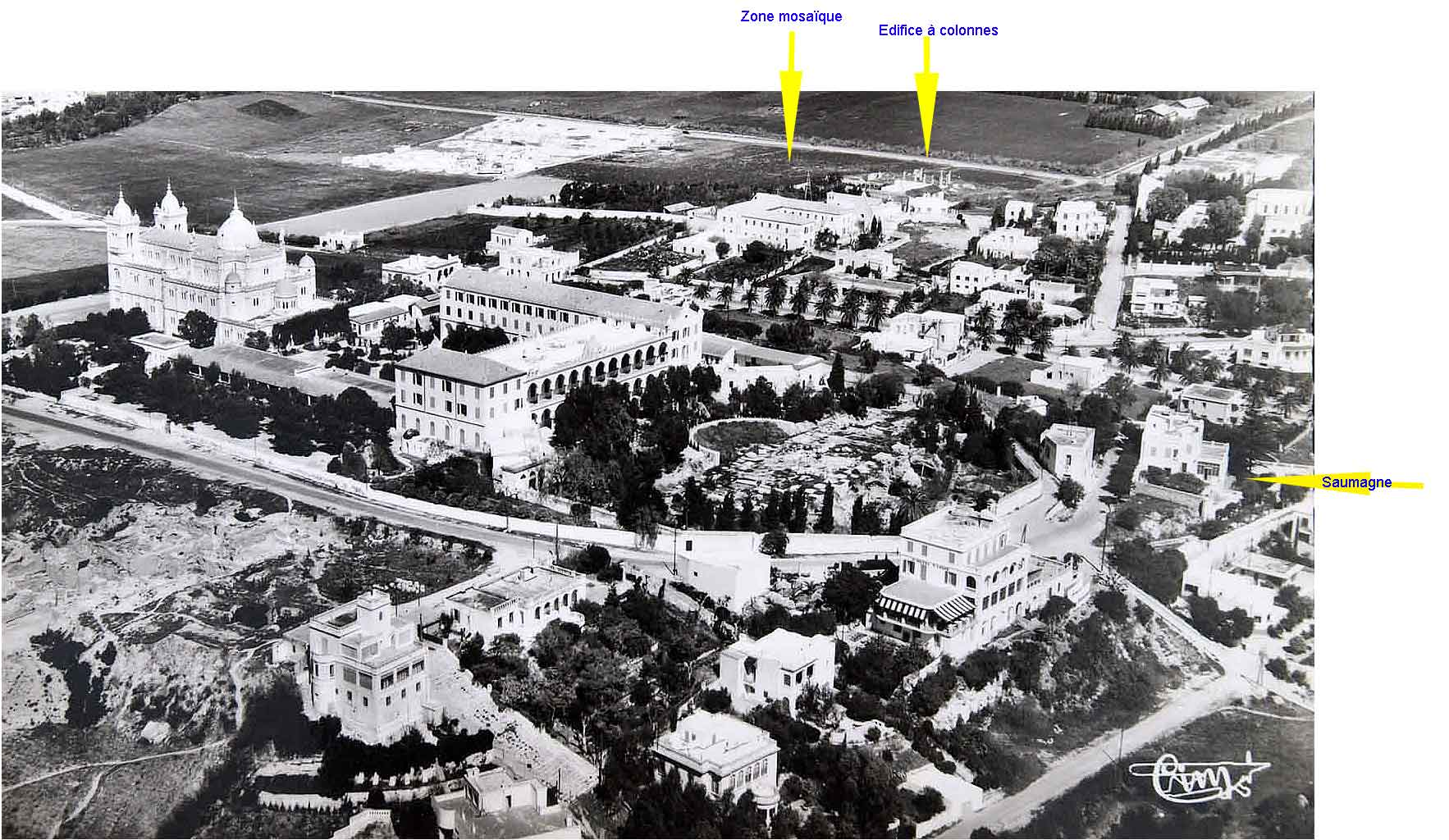
Localisation du lieu de la découverte de la mosaïque par rapport à la colline de Byrsa et à l'édifice à colonnes.
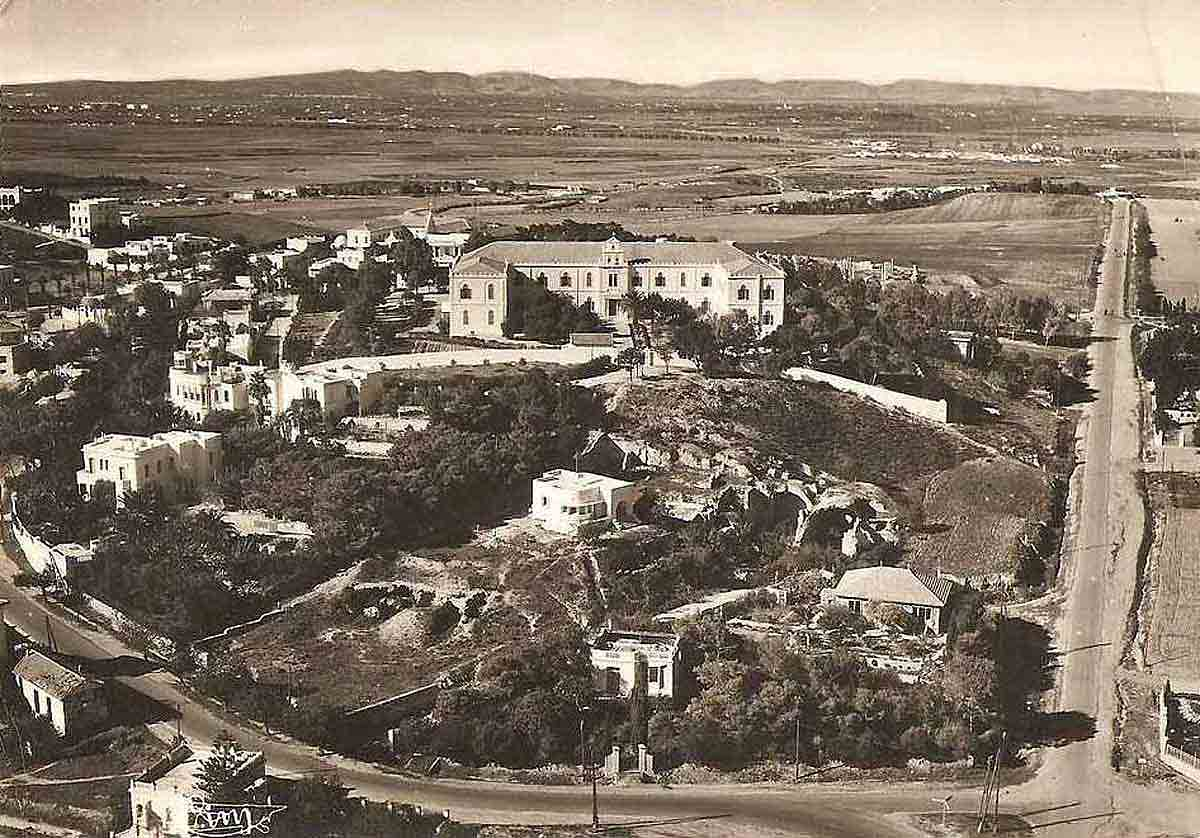
Localisation du lieu de la découverte de la mosaïque par rapport à l'institut Lavigerie des Sœurs blanches.

## Difficultés de datation

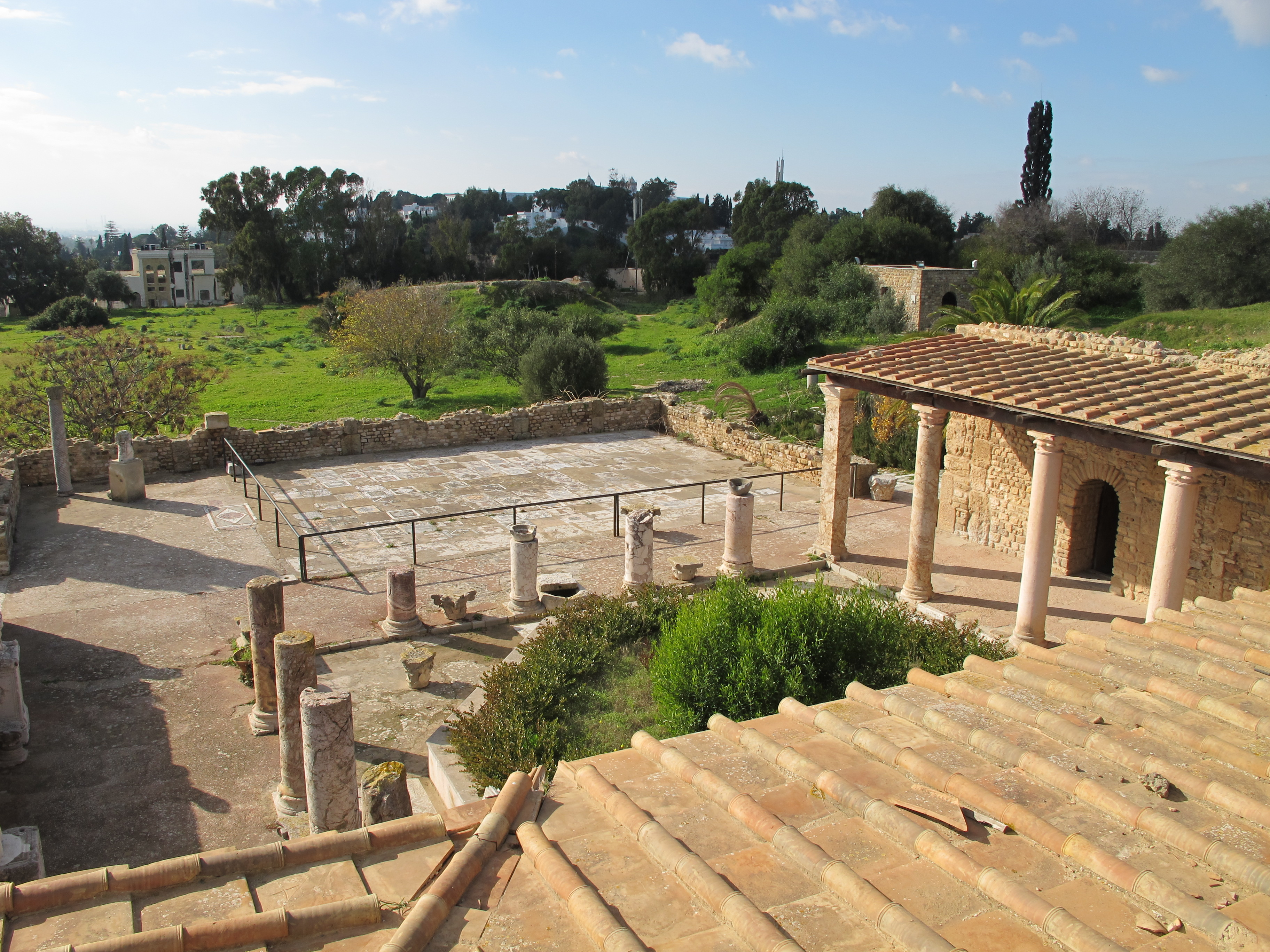
Vue de la mosaïque dans son environnement actuel.

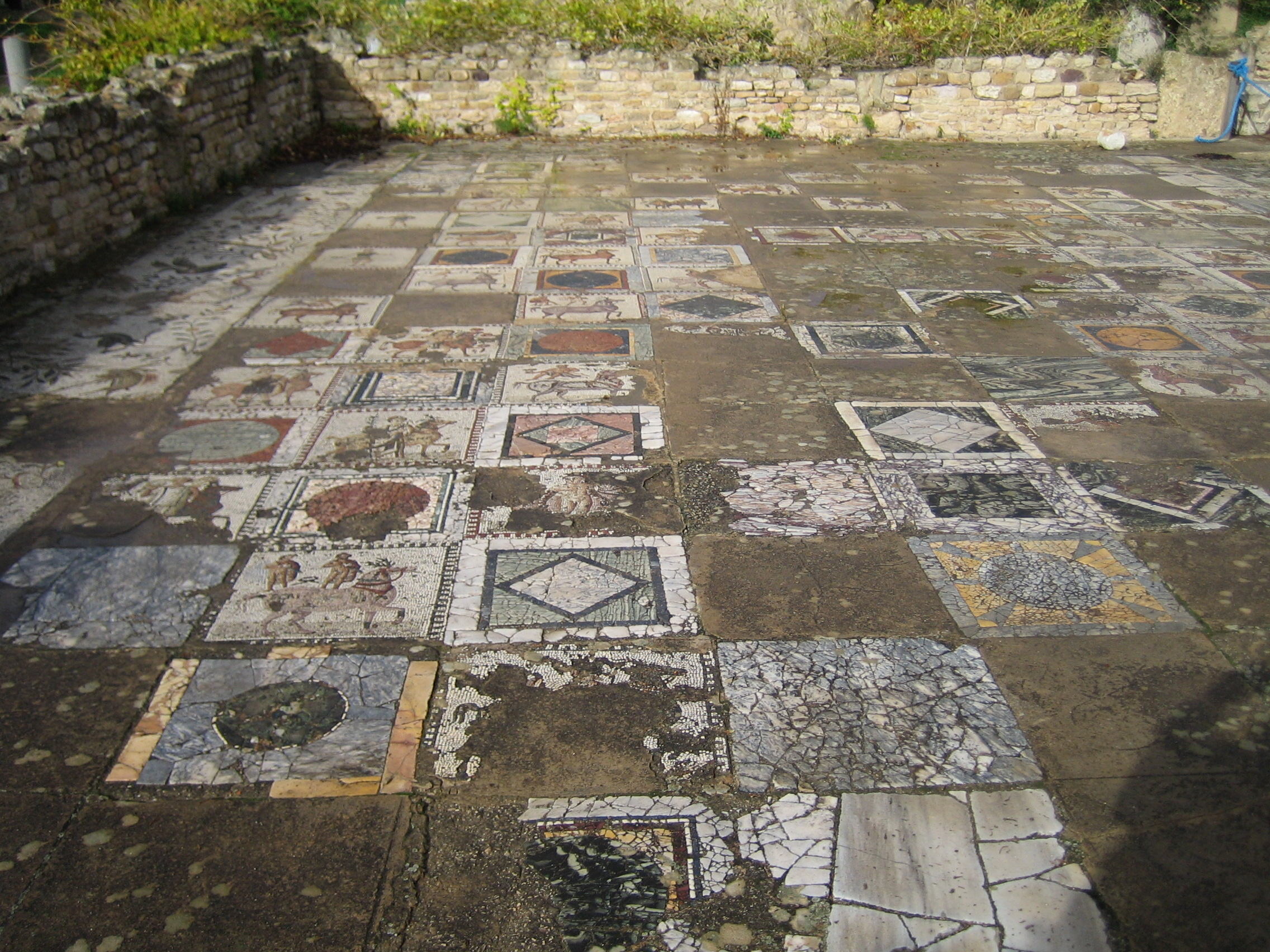
Vue générale de la mosaïque remise en place dans le parc des villas romaines.

En raison de l'urgence des travaux de voirie, les archéologues ne peuvent étudier correctement les ruines. Le service du patrimoine fait aussitôt déposer les mosaïques dans l'antiquarium situé dans le parc des villas romaines. La construction est datée du IVe siècle selon Charles-Picard et des environs de l'an 300 par Ennaïfer. Abdelmajid Ennabli date pour sa part l'œuvre du Ve siècle.
Alexandre Lézine et Louis Foucher étudient la construction, et la mosaïque fait l'objet d'une vaste monographie dès 1965 par le savant néerlandais Jan Willem Salomonson, travail qui dévoile le sens de l'œuvre. Le contexte de la découverte souffre des difficultés d'interprétation de l'édifice à colonnes tout proche bien que Salomonson signale des constructions situées entre l'édifice et la maison où est découverte l'œuvre. Plusieurs mosaïques sont découvertes simultanément : la mosaïque de la fontaine représente, en un demi-cercle, deux Amours pêcheurs nommés Navigius et Naccara qui relèvent un filet ; ils sont dans deux bateaux.
Navigius possède un tatouage au milieu du front, ce type de tatouage étant datable selon Salomonson d'une période allant de la fin du IIIe au milieu du IVe siècle. À l'arrière-plan, un paysage comprend des vagues figurées par des zigzags, des poissons et un canard. L'œuvre, qui présente des similitudes avec une mosaïque d'Hadrumète conservée au musée du Louvre, est datée par Salomonson de 300 apr. J.-C.. Le péristyle a livré des mosaïques, des scènes d'amphithéâtre encadrées de guirlandes tressées dans des panneaux hexagonaux et figurant en médaillons des personnages et des animaux sur la thématique des jeux. Le même lieu a livré des fragments d'une remarquable mosaïque de scènes de chasse aux fauves dans un paysage boisé et montagneux encadrée par des rinceaux d'acanthe et des oiseaux, œuvre considérée comme « de toute première importance dans la série [...] des mosaïques de chasse de provenance africaine » selon Salomonson.
Leur situation respective est étudiée par Salomonson. La maison a été dénommée « maison des chevaux » en raison de la découverte principale du site. Elle était pourvue d'un péristyle à fontaine et d'une grande salle d'apparat considérée comme le triclinium principal de la demeure. Un second triclinium doté d'une mosaïque des Saisons, représentant également une Vénus à la toilette, un Génie, un Pan, un Amour et des servantes, a été considéré primitivement comme pouvant être lié à la demeure malgré le sérieux doute émis par Salomonson, hypothèse qui est définitivement écartée par René Rebuffat.

## Description

### Description générale et matériaux
La mosaïque mesure 12,12 m sur 9,08 m. Une bordure de 90 cm, décorée d'enfants chasseurs, entoure la mosaïque en forme d'échiquier comportant 198 cases disposées en 18 rangées de 11 cases.
Ces cases de 60 cm de côté alternent des tableaux de tesselles ou d'opus musivum et des panneaux d'opus sectile,. Ces deux techniques sont exceptionnellement associées dans la même œuvre, même si liées d'après Salomonson à l'époque tardive de sa création. Les panneaux de mosaïque, comportant 12 à 18 tesselles au décimètre linéaire, sont en marbre, calcaire et pâte de verre de divers coloris. Parmi les marbres utilisés, les seuls identifiés sont du marbre jaune de Chemtou et du marbre blanc-rosé veiné, provenant peut-être de Thuburbo Majus selon Lézine.

### Bordure

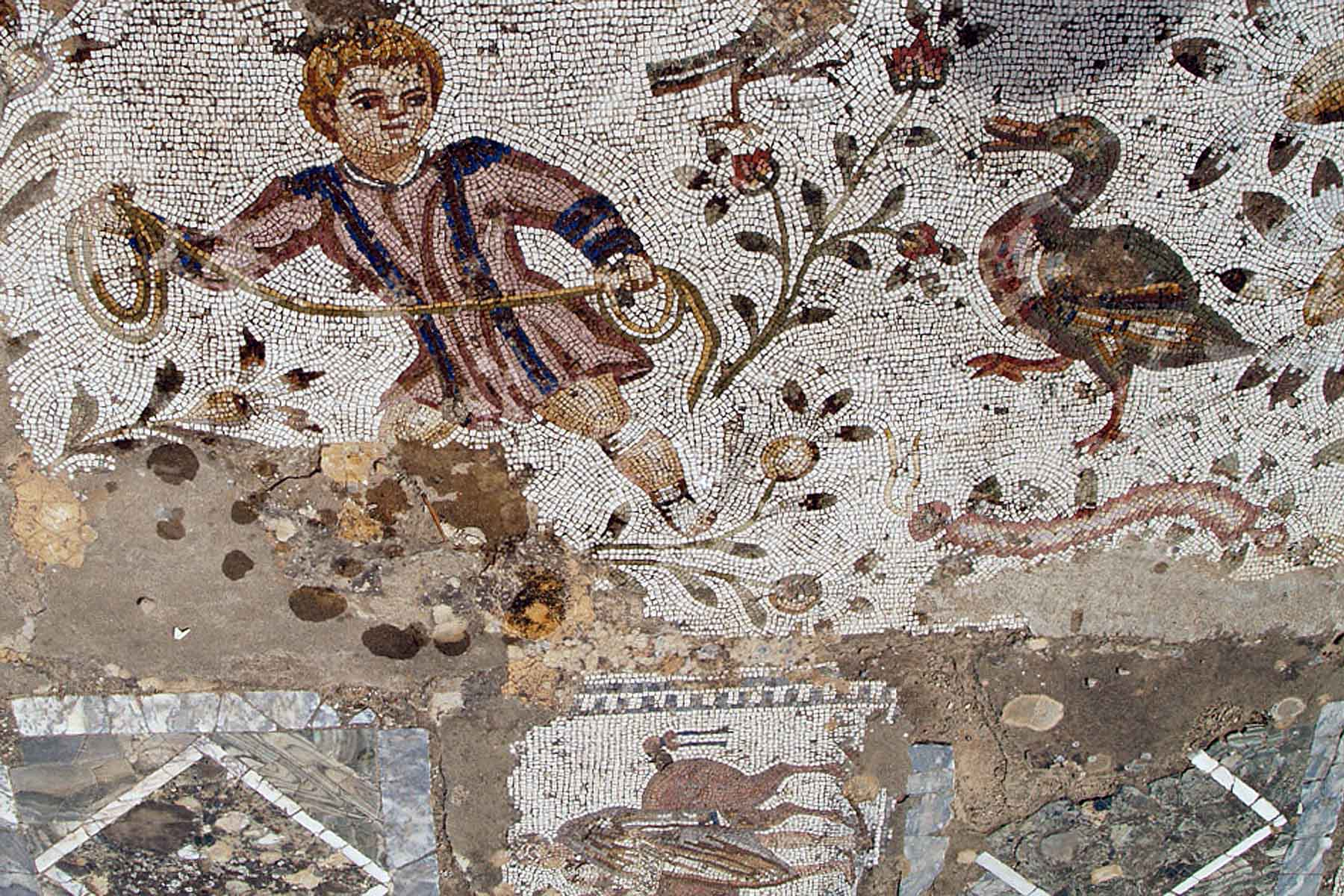
Enfant venator chasseur avec lasso et canard.

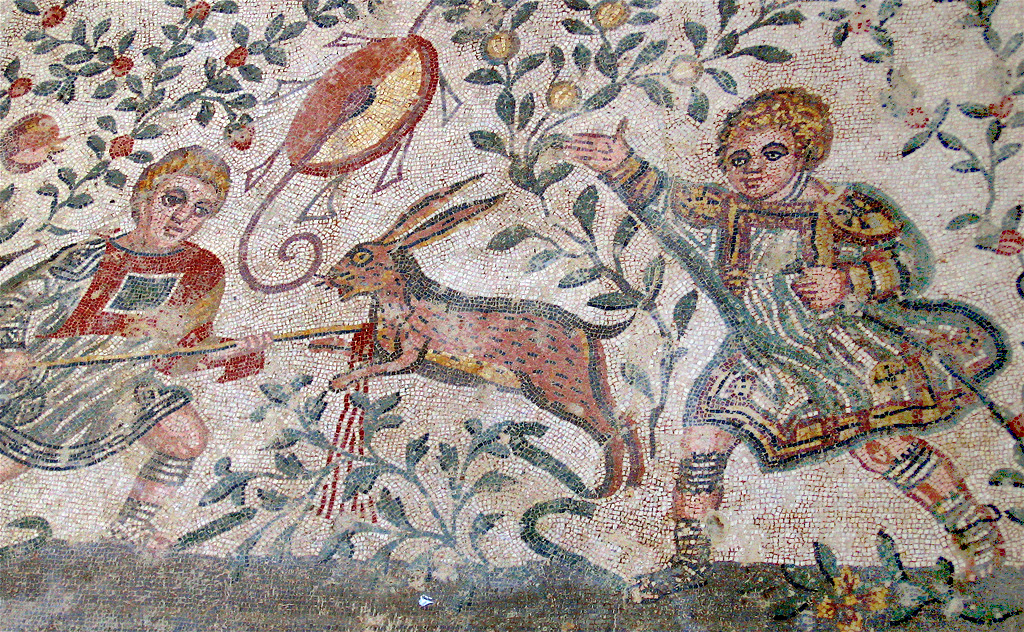
Enfants de type venator sur une mosaïque de la villa romaine de Casale, en Sicile.

La bordure extérieure est composée de trois bandes avec des motifs variés sur la thématique des venationes de l'amphithéâtre, mais cette thématique n'est pas traitée sur un mode réaliste.
Des enfants représentent les bestiaires, et des animaux inoffensifs figurent en lieu et place des fauves. L'artiste y fait preuve d'« un certain sens de l'humour et de la fantaisie ». Les enfants de la bordure, munis de bandages de protection aux genoux et aux chevilles, chassent de petits animaux : canards, oies, petites panthères, gerboises, chats et certains tentent de capturer avec un lasso des oiseaux. D'autres ont un court javelot de chasse. Cinq motifs d'enfants sont conservés en entier et quatre autres en partie.
Leur visage rond est assez semblable, correspondant à un « type de physionomie enfantine assez largement répandu dans l'art romain du dernier quart du troisième et du début du quatrième siècle ap. J.-C. ». Ce mode de représentation est par exemple également présent dans la mosaïque de Casale. Le paysage comporte des épis, des fleurs et des fruits, des paniers, des oiseaux et des lièvres. Des Amours ailés sont conservés en partie, faisant face à une antilope.

### Panneaux géométriques

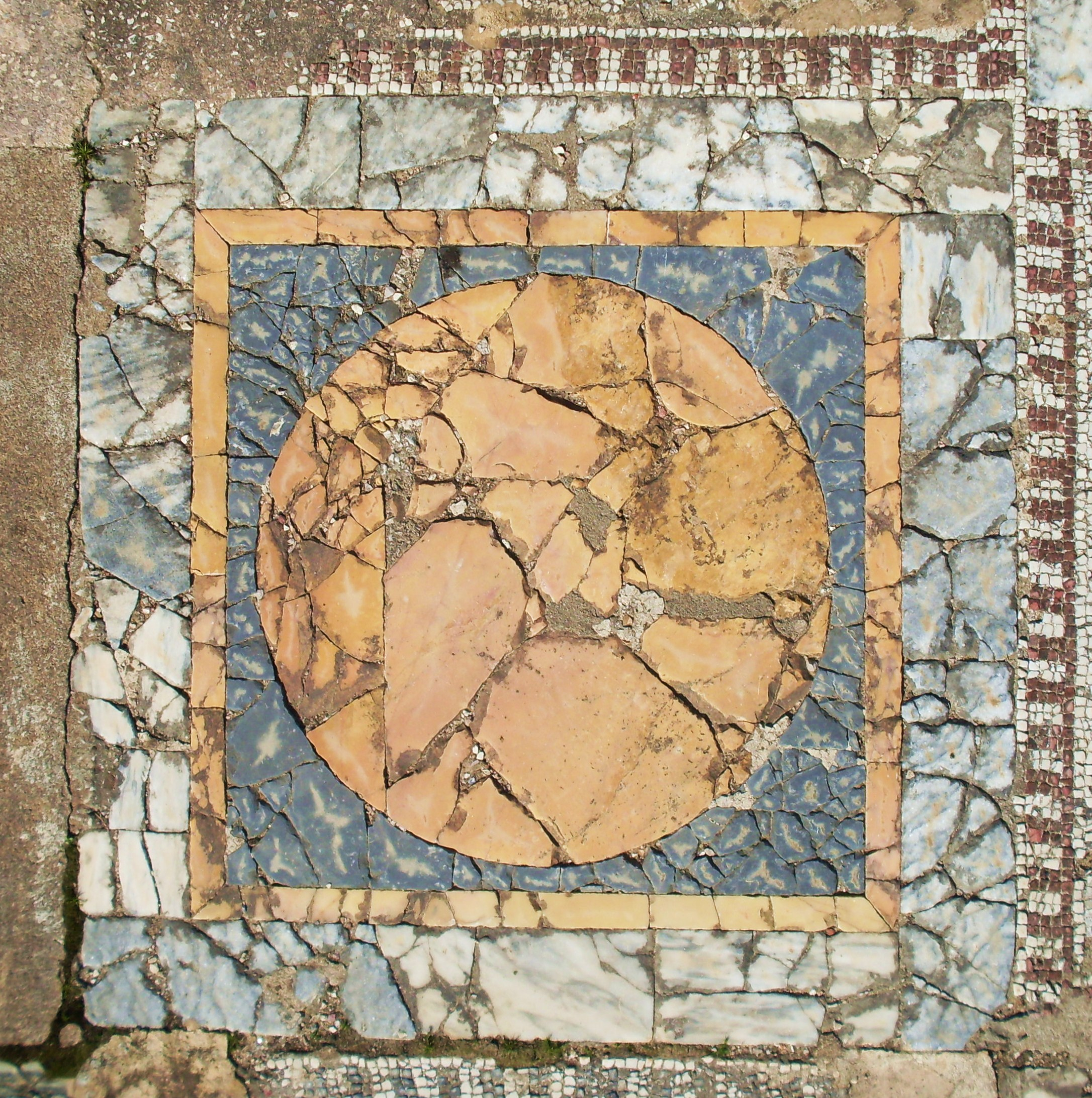
Panneau d'opus sectile.

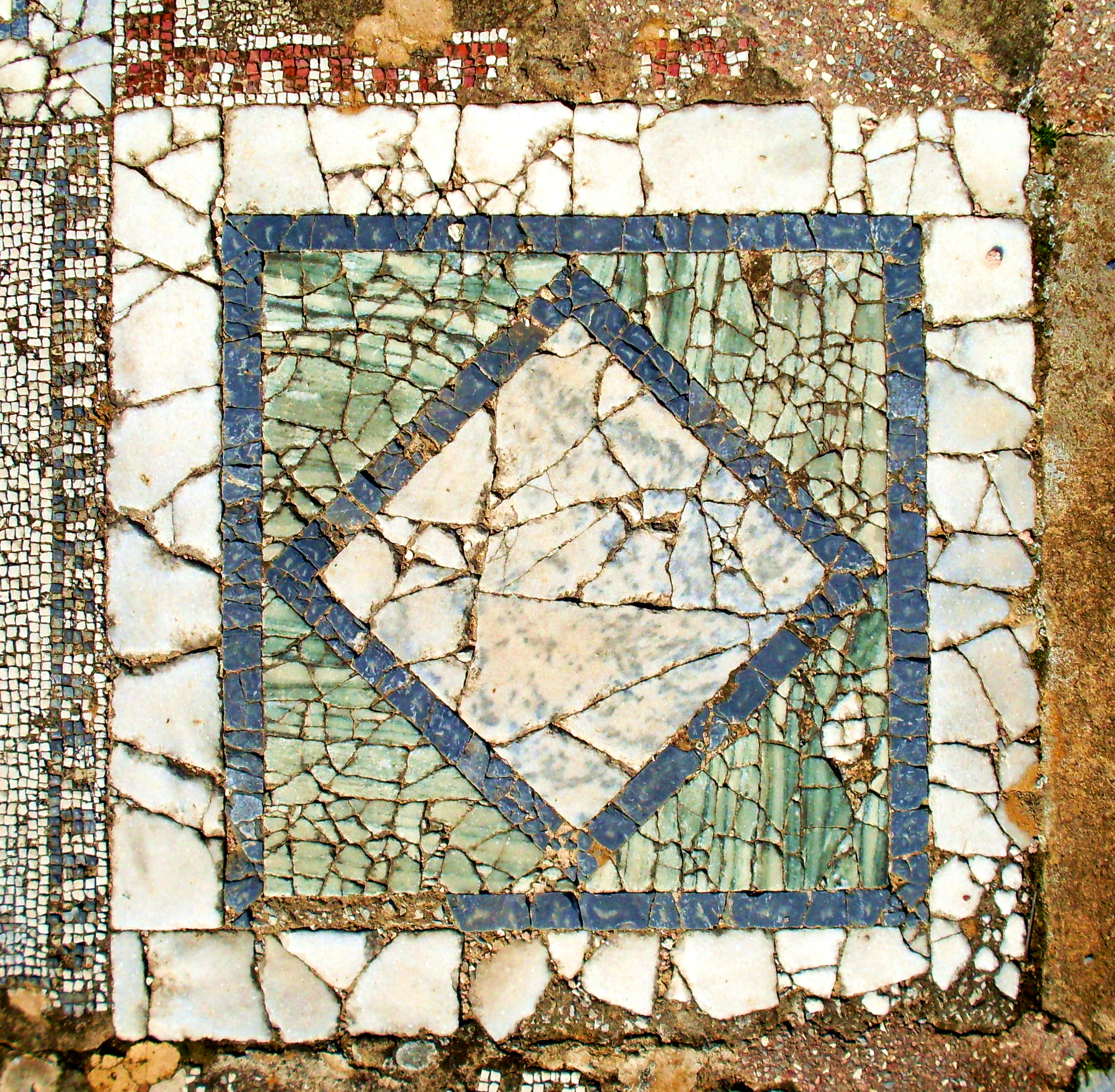
Panneau d'opus sectile.

Les panneaux d'opus sectile sont constitués de fines plaques de marbre de coloris et de formes variés.
L'opus sectile est très utilisé au Bas-Empire, en Afrique comme dans d'autres régions de l'Empire romain.
Il y a trois motifs géométriques présents dans les panneaux d'opus sectile selon Salomonson : des « carreaux inscrits dont les côtés sont parallèles à ceux du cadre », des « carrés basculés aux côtés disposés parallèlement aux diagonales » et des « cercles inscrits ». Ces panneaux ont été restaurés durant l'Antiquité, ce qui a changé radicalement leur aspect initial.

### Panneaux figurés

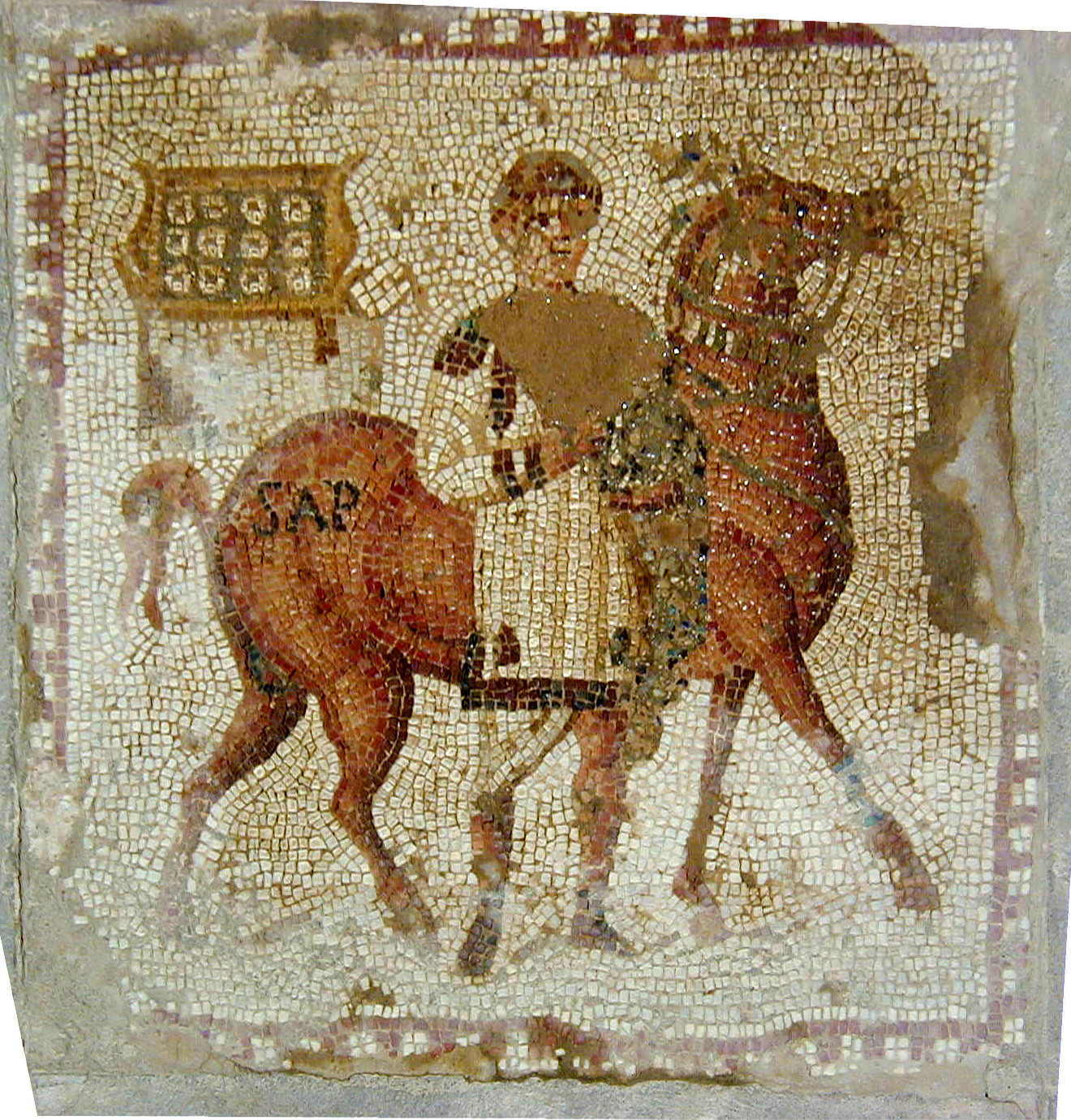
Médaillon de Polystephanus.

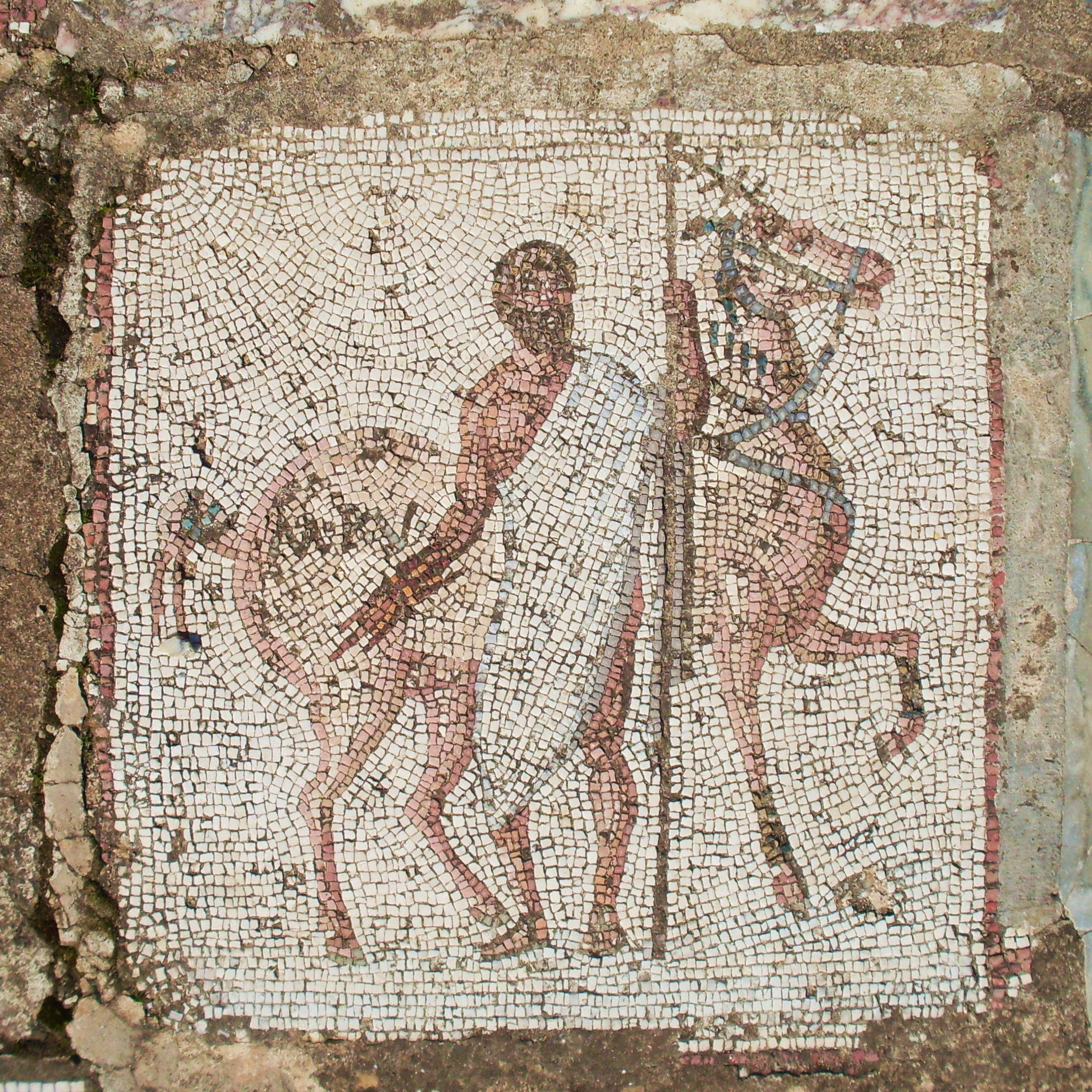
Médaillon avec représentation de Jupiter.

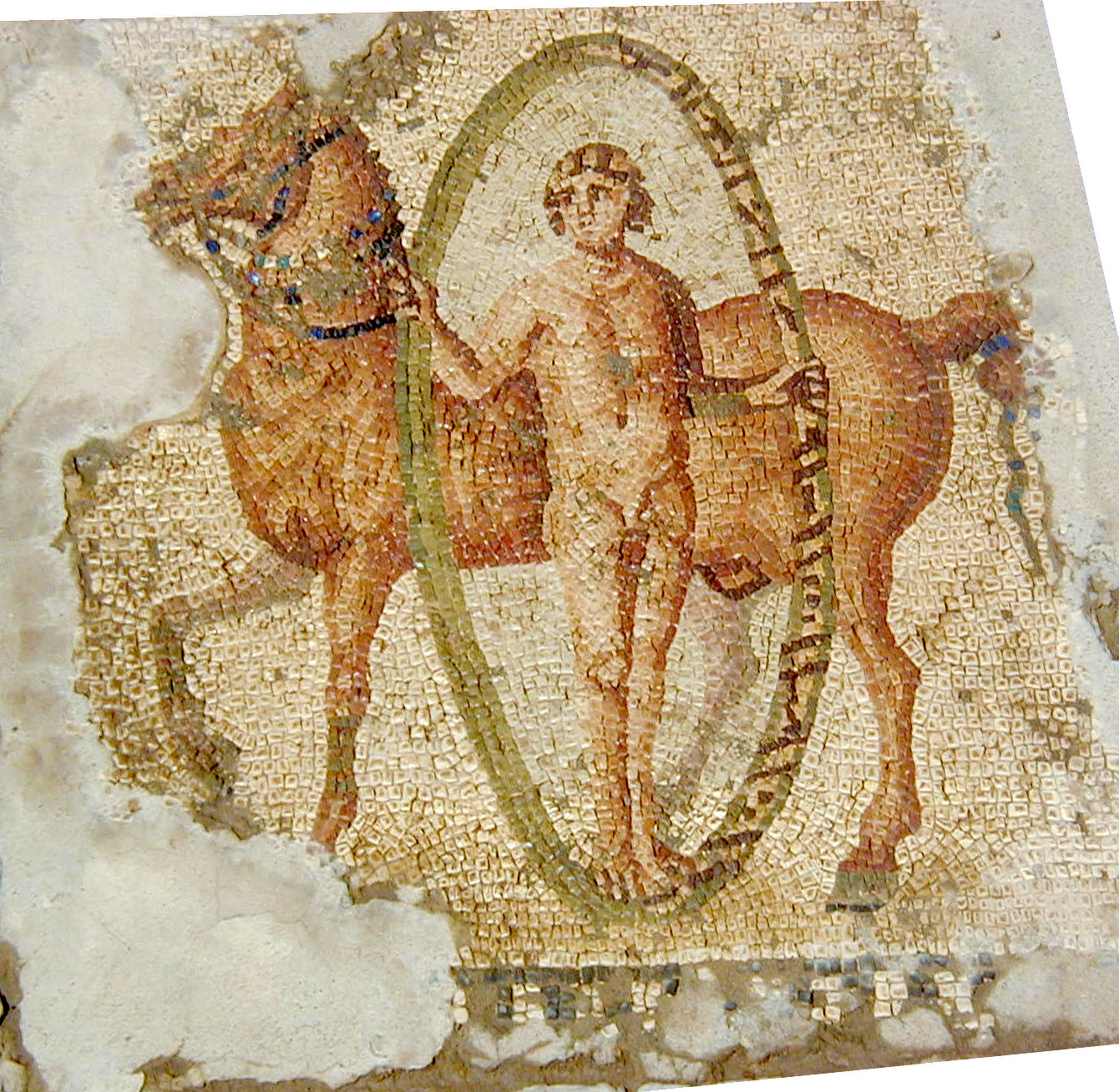
Médaillon avec cheval et personnification du temps infini dans un grand cerceau.

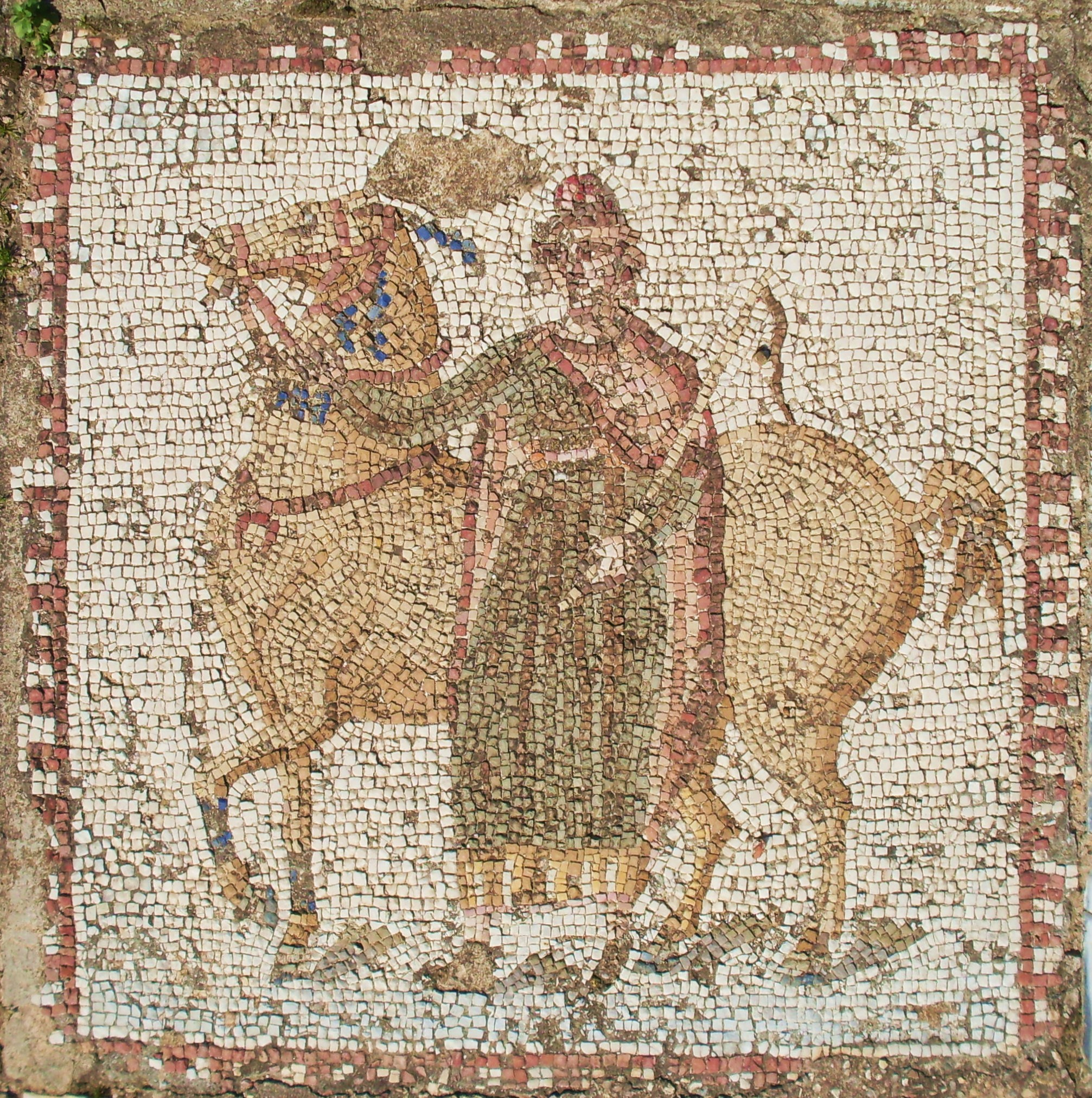
Panneau de mosaïque avec représentation de Pélops.

Les panneaux de mosaïque étaient au nombre de 90, dont 62 ont été conservés en partie ou en entier. Ennaïfer et Beschaouch évoquent 61 panneaux figurés conservés totalement ou partiellement. Beschaouch, après Salomonson, pense que les panneaux de mosaïques étaient au nombre de 98, cent panneaux étant composés de plaques de marbre d'opus sectile,.
Les panneaux de mosaïque sont très fins et de qualité, certains sont d'« authentiques chefs-d'œuvre » selon Mohamed Yacoub. Darmon considère que certains ouvriers ont exécuté les chevaux vainqueurs et d'autres les scènes mythologiques. Ces dernières scènes ont été effectuées à l'aide de tesselles très petites.
La mosaïque conserve des traces de réparations antiques par de l'opus sectile ou du marbre non décoré.
La thématique des jeux du cirque domine les panneaux en opus musivum de l'œuvre, ce thème ayant été beaucoup utilisé en Afrique, tant dans l'espace public que dans l'espace privé. Les panneaux représentent pour la plupart des chevaux de course et quelques-uns représentent des personnages liés au cirque, tous étant entourés d'un cadre dentelé.
Toutes les représentations secondaires des panneaux ont pour objectif d'orienter le lecteur à connaître le nom du cheval représenté de façon simultanée par l'usage d'un système de rébus, même si selon Darmon « la lecture n'est jamais univoque ».

#### Représentations équines
Sur cinq colonnes, les panneaux représentent presque tous un décor avec des chevaux de course préparés pour une course de cirque et munis de collier avec le nom entier ou abrégé du propriétaire. 56 panneaux exposent des portraits de chevaux de race barbe et cinq des sparsores ou des auriges. Placés vers la gauche ou vers la droite, et à peu près tous dans une attitude semblable (tête vers l'arrière et patte avant droite levée), les chevaux sont harnachés, empanachés, enrubannés et munis de colliers de phalères.
Ils portent parfois le nom du propriétaire sur la croupe ou l'épaule, la façon d'abréger rappelant l'épigraphie latine. Le nom des chevaux est suggéré par l'ensemble de la scène des panneaux par une sorte de rébus, à la suite des travaux de Salomonson. Cependant, l'étude des panneaux n'a pas permis de donner un nom à chaque cheval ; d'autres ont fait l'objet de controverses, en particulier le panneau sur lequel figure une table pourvue de douze cercles et qui a abouti à des analyses diverses ; le flanc du cheval porte l'inscription SAP alors qu'un jeune homme se trouve devant ce coursier.
Salomonson renonce à interpréter le panneau. L'analyse qui semble l'emporter est celle de Claude Nicolet qui considère que les douze cercles symbolisent un nombre de victoires, Beschaouch appuyant cette interprétation comme seule satisfaisante car permettant de donner le nom de Polystefanus au cheval (littéralement en grec « plusieurs fois couronné »). Les panneaux représentant les chevaux sont ornés en outre d'un ou deux personnages, une scène complète accompagnant parfois le cheval.
Les décors liés aux chevaux sont regroupés en six groupes par Charles-Picard : des divinités, des personnalisations, des scènes mythologiques, la vie quotidienne, les jeux, d'autres personnages qui ne sont pas liés aux chevaux ; ils sont regroupés en quatre groupes par Salomonson : monde divin, mythes, métiers et un dernier groupe intégrant les éléments non intégrés aux trois premiers. Les scènes complémentaires constituent « la grande originalité de ce document » selon Ennaïfer,.
Parmi les panneaux inclassables, l'un d'entre eux représente une scène d'adieux : un jeune homme muni de bagages quitte un homme barbu installé sur un rocher. L'épisode est difficile à identifier de l'aveu même de l'auteur de la première monographie sur le sujet.

#### Représentations de personnages

##### Représentations divines et personnifications
Parmi les représentations de divinités relativement bien conservées, un panneau figure Jupiter avec ses attributs (sceptre et foudre) avec à l'arrière-plan un cheval dénommé M.P.V. Un autre représente Neptune muni d'un trident, devant un cheval appartenant à un dénommé Simpli. Un autre panneau représente peut-être le dieu Mars.
D'autres panneaux comportent des représentations de Victoire, Génie, Pan et Attis. En outre, on trouve une représentation d'une personnification de Carthage et une personnification du temps absolu « sans commencement ni fin, se déroulant éternellement avec les mouvements des corps célestes », figuré sous la forme d'un jeune homme tenant un cerceau avec des signes du zodiaque.

##### Mythes et légendes

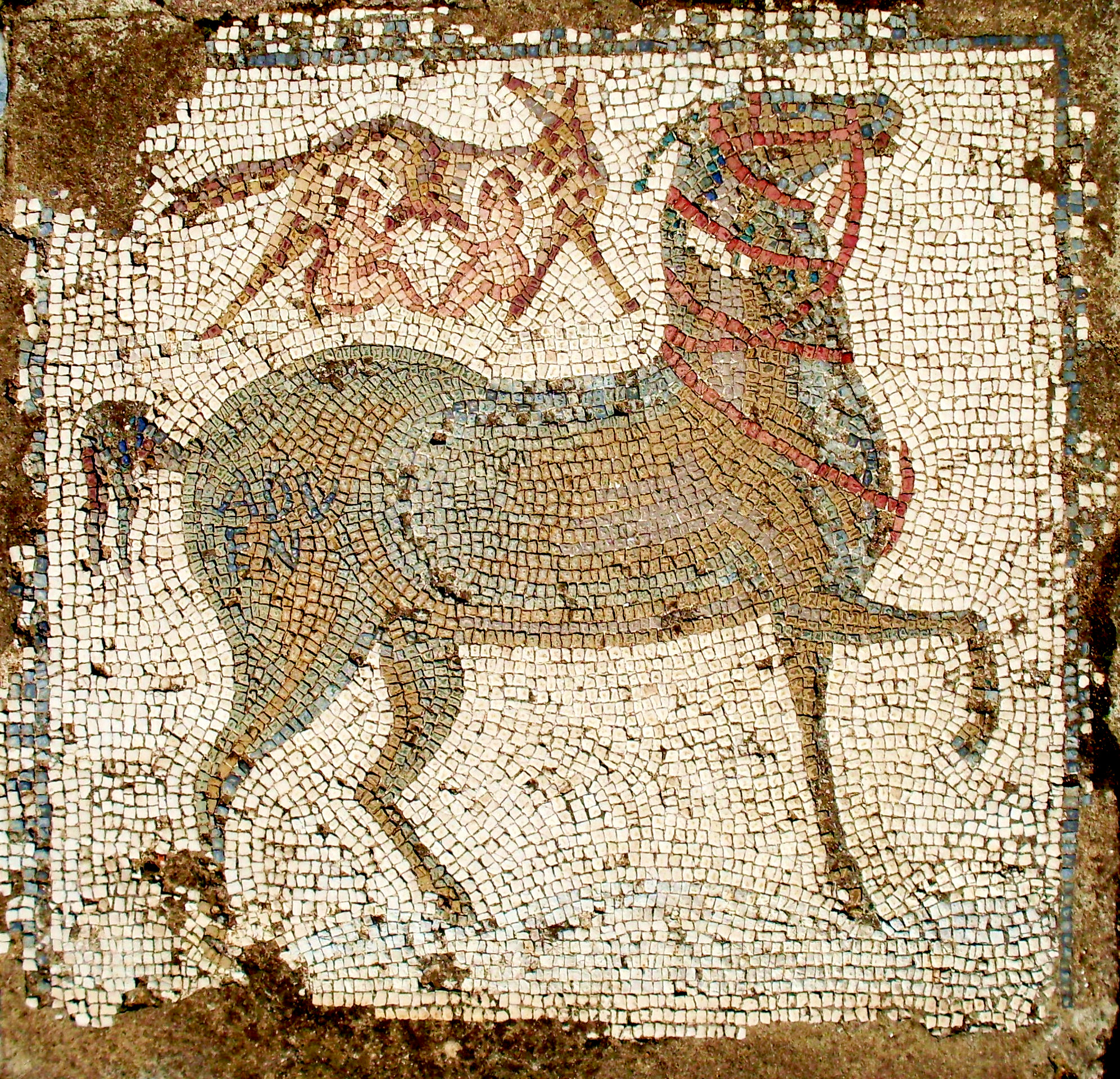
Panneau de mosaïque avec un cheval et une louve sous laquelle se trouvent deux enfants, peut-être les jumeaux Romulus et Rémus.

L'un des panneaux représente peut-être la légende des jumeaux Romulus et Rémus accompagnés de la louve romaine. Au premier plan se trouve un cheval gris avec l'inscription ADVEN. Il y a également une représentation  d'Énée avec son père Anchise fuyant Troie, un cheval à l'arrière-plan portant le nom ALAFI.
Le mythe de Dédale et d'Icare est également représenté sur deux panneaux : sur l'un on peut voir Icare prendre son envol qui aboutit à sa chute, sur l'autre Dédale dans son atelier, avec une maquette de vache destinée à Pasiphaé.
Quatre panneaux sont identifiés par Salomonson comme liés au mythe d'Hercule : l'un dans sa lutte contre Géryon, l'autre avec la biche de Diane. Un autre panneau représente Hercule sur un rocher avec une coupe et une massue dans les mains. Le dernier est partiellement conservé et figure Hercule ivre avec un satyre. Selon Darmon, le panneau dit d'Hercule sur un rocher doit être considéré comme une représentation du cyclope Polyphème car le personnage a un troisième œil au milieu du front. L'absence d'Ulysse ne fait pas obstacle à cette identification car le type de représentation du cyclope seul est répandu.
La mosaïque porte également une représentation de Danaé recueillant la pluie d'or de Jupiter. Une scène représente Lycurgue coupant une vigne, Bacchus ayant transformé la ménade Ambrosie. Un panneau fragmentaire figure la plongée d'Achille dans le Styx.
Des panneaux plus endommagés encore ont pu être identifiés par des détails. Ainsi Orphée est identifié par un bonnet phrygien et la lyre. Le mythe de l'enlèvement de l'argonaute Hylas appartient à cette catégorie des panneaux endommagés, tout comme un panneau représentant Narcisse avec son reflet. Un autre panneau représente une Amazone casquée et armée.
D'autres panneaux sont difficiles à identifier bien que dans un état de conservation satisfaisant. Ainsi, Salomonson hésite pour l'un d'entre eux, représentant un combat, entre Étéocle et Polynice, et les Dioscures. Un autre panneau représente un personnage avec un bonnet phrygien et muni d'un fouet, sans doute Pélops ; un autre figure peut-être Ulysse. Parfois l'identification est problématique du fait de l'absence d'éléments spécifiques.
L'une des plus belles représentations est celle où figure à l'arrière-plan, comme personnages secondaires, une femme sur un rocher et deux Tritons les bras levés. La représentation serait selon Salomonson une illustration rare du récit du « saut de Leucade » de Sappho, désireuse d'oublier son amour pour Phaon. Darmon opte pour sa part pour Ino, car le personnage féminin tient un bébé dans ses bras, Mélicerte. La scène figurerait donc le saut d'Ino dans les flots pour fuir le courroux d'Héra.
Un panneau figure une rare représentation du mythe de Ninos, qui se languit sur son lit d'amour pour Sémiramis. Le même thème apparait sur une mosaïque du site d'Antioche.

##### Représentations de scènes de la vie quotidienne

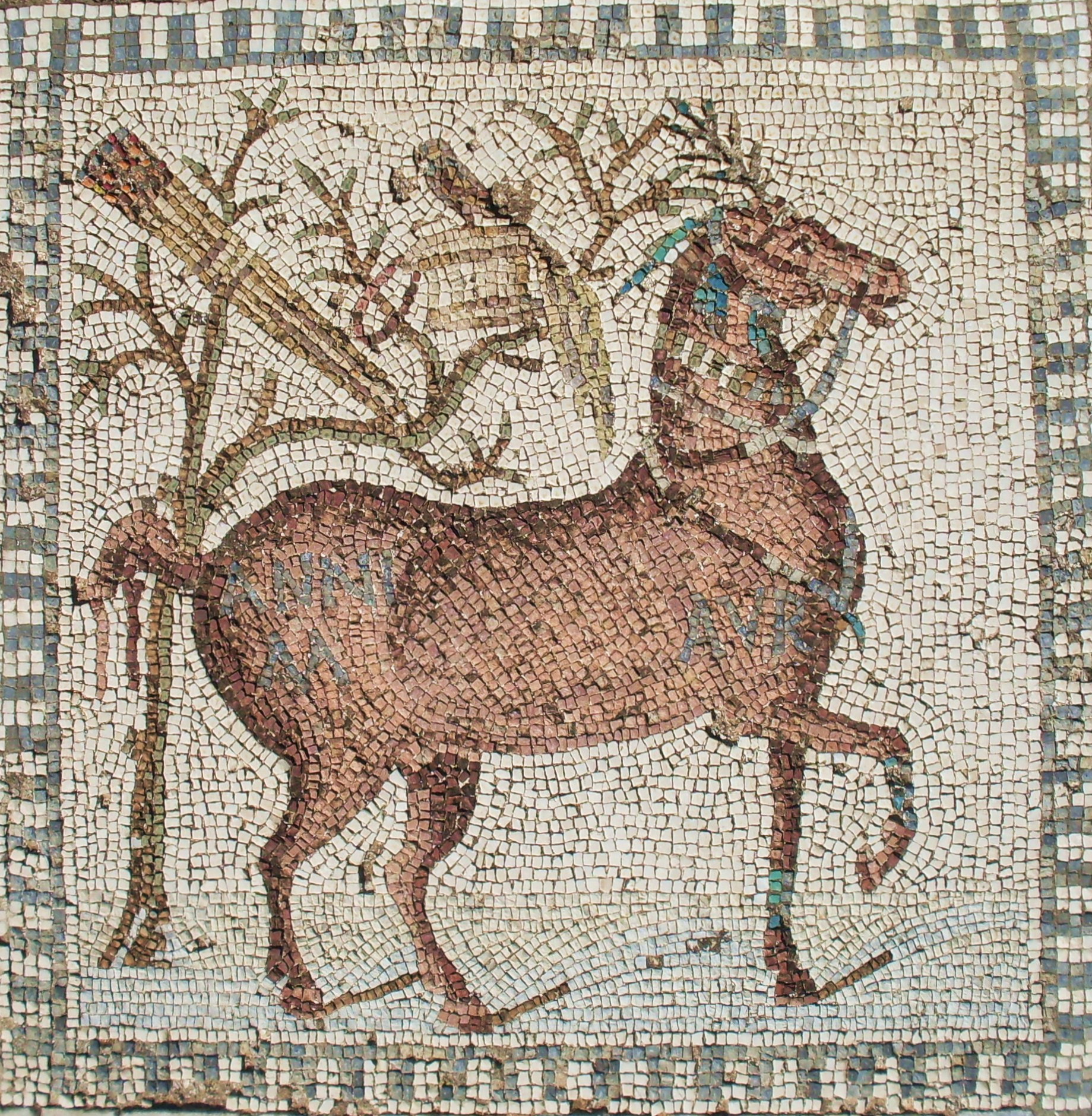
Panneau avec l'équipement d'un oiseleur, bâtons, cage et faucon ; le nom du cheval était Auceps (oiseleur) ou Venator (chasseur),.

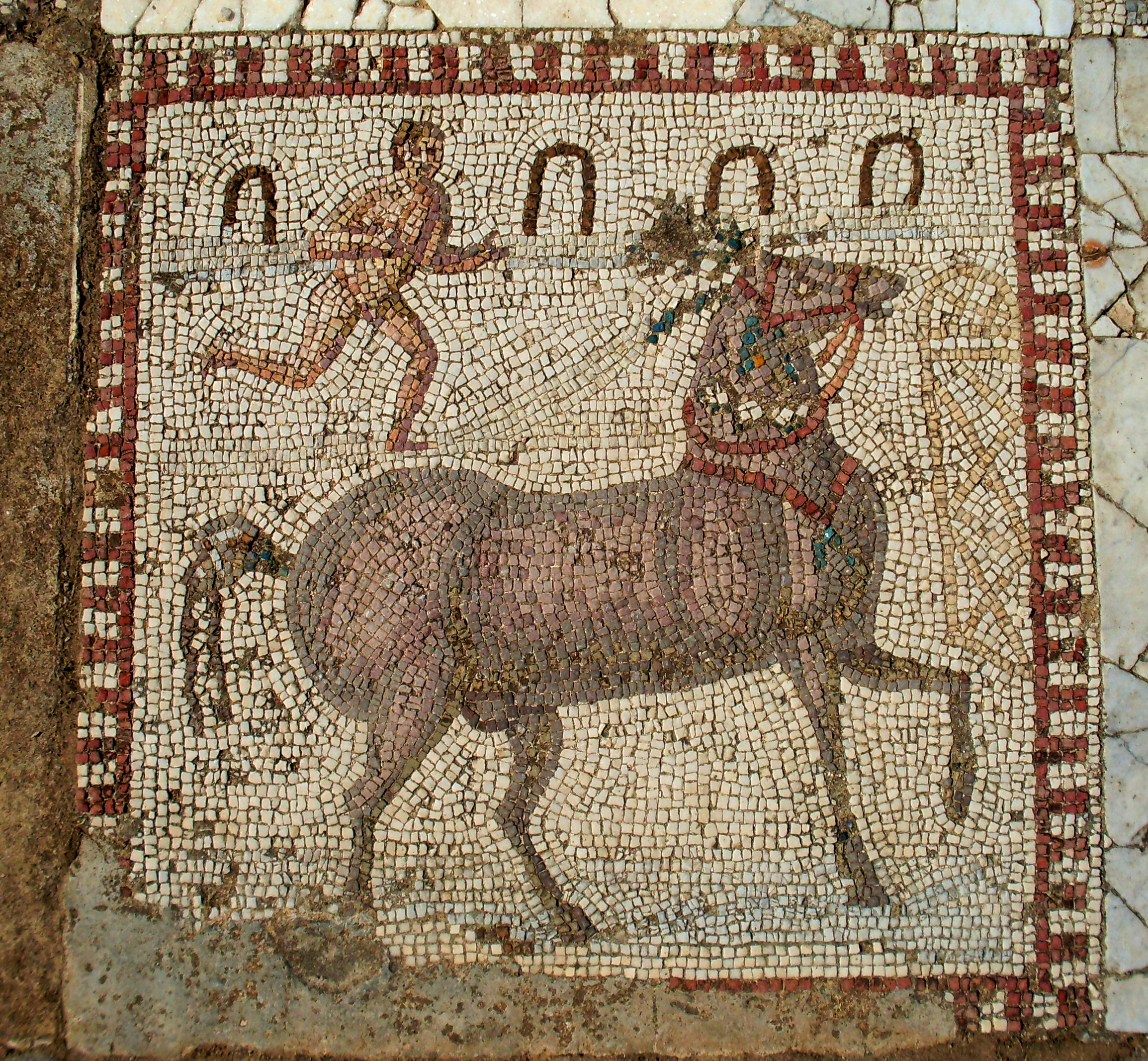
Médaillon de la mosaïque avec cheval, coureur à pied et les arches d'une palissade.

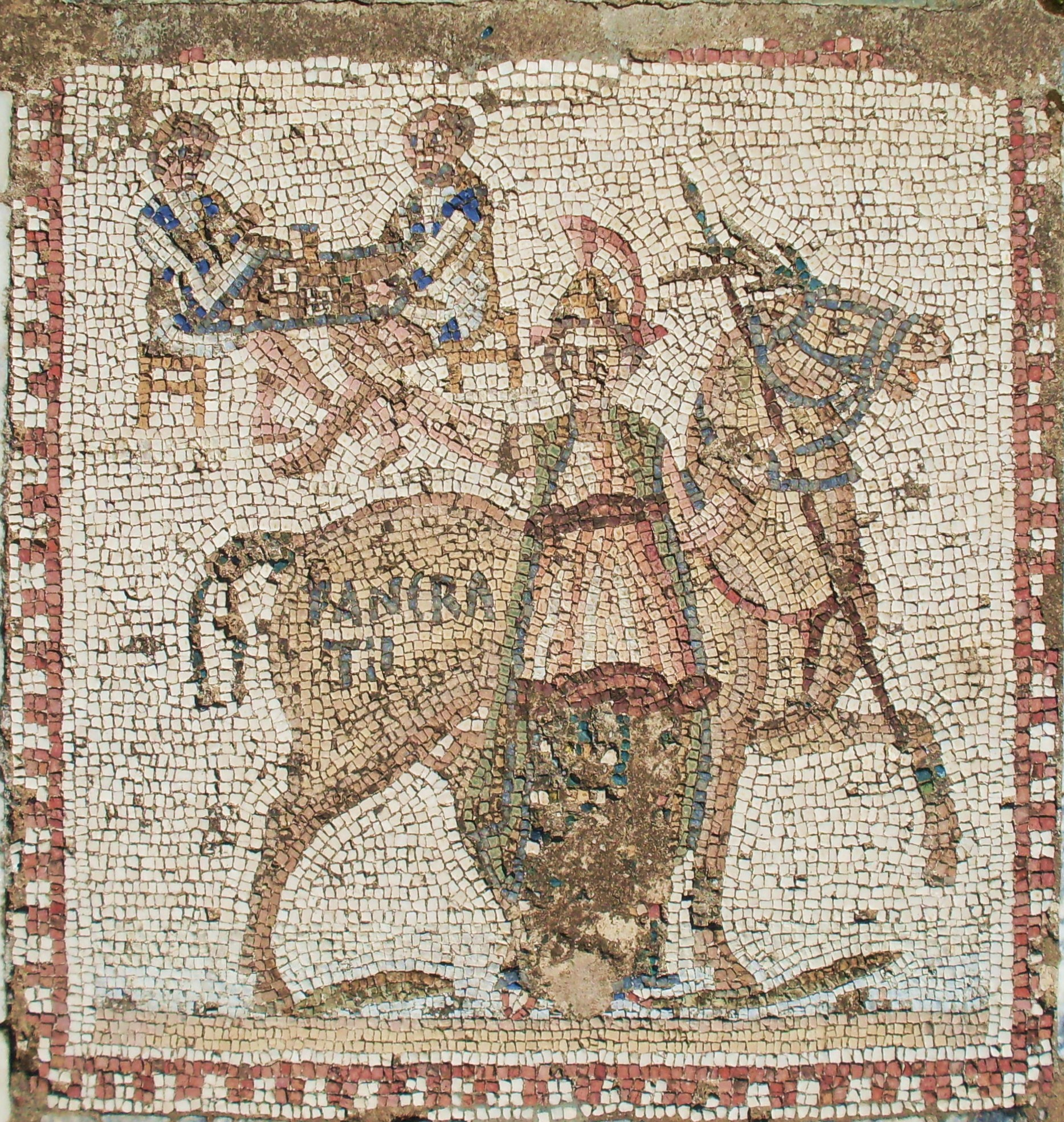
Cheval avec une divinité, sans doute Minerve, et deux hommes en train de jouer à l'arrière-plan ; remarquer le nom inscrit sur la croupe de l'équidé.

Plusieurs panneaux représentent des scènes de chasse : sur l'un se trouvent un chien et un chasseur tenant un bâton et portant un filet sur l'épaule gauche. Sur un autre, le chasseur poursuit un lièvre avec l'aide d'un lévrier. Le cheval de ce panneau est nommé SILVI. La chasse aux oiseaux est représentée sur deux panneaux : l'un représente le chasseur avec sa tige orientée vers un arbre sur les branches duquel se tenait sans doute un oiseau, hélas perdu. La seconde scène représente l'équipement de l'oiseleur déposé sur un arbre, des gluaux et une cage. En outre, un faucon est attaché à la cage.
Un panneau endommagé comporte un berger avec un agneau sur les épaules.
Certaines activités sportives sont également représentées : on trouve une belle représentation d'un coureur sur piste à l'arrière-plan avec une représentation d'arceaux ; la scène se déroule dans un cirque car devant le cheval se trouve l'un des carceres destinés à lancer le départ des courses. D'autres panneaux sont endommagés, comme celui figurant un pugiliste et un athlète, tous deux couronnés. Un autre panneau représente un jeune homme vêtu simplement d'une culotte habituelle pour la pratique des sports ; il porte sur l'épaule un bâton pourvu à ses extrémités de sacs ou de paniers emplis de roses. C'est un motif alexandrin selon Salomonson. Selon le même auteur, la représentation a peut-être une finalité religieuse : rattachée à une fête des roses décrite par Philostrate et en liaison avec le culte des morts, mais avec des cérémonies populaires, dont une course dite des porteurs de roses.
Sont  également représentées des activités artistiques, sur des panneaux dégradés : un personnage en pallium est représenté en train de lire un rouleau, un orateur ou un poète selon Salomonson. Ce dernier hésite, pour un personnage sur un autre panneau qui pourrait être un poète comique ou un acteur ; à l'arrière-plan se trouvent deux masques de théâtre.
D'autres panneaux ont posé problème, comme le panneau dit de Polystephanus : un jeune homme en tunique porte sur le bras un manteau et dans les mains un objet impossible à identifier car la mosaïque est lacunaire à cet endroit. Salomonson considère qu'il s'agit de la représentation d'un métier particulier, du fait d'un tablier couvrant le genou du personnage. Un autre panneau représente deux danseurs en vêtements phrygiens : pantalon, bonnet phrygien et tunique, dont l'un porte une torche. Salomonson évoque avec prudence pour ce panneau un lien avec une fête religieuse liée au culte d'Attis.
Un panneau lacunaire représente peut-être une scène d'augure car une cage contient une poule et une crosse appartenant peut-être au bâton augural. Un autre figure un halage de bateau sur une rivière.
Un médaillon présente au second plan un personnage allongé sur un lit, le cheval portant l'inscription ANNI-MA. Un autre montre deux joueurs de dés, une table de jeu posée sur les genoux : sur la table on peut remarquer deux dés, des disques et un cornet destiné à jeter les dés. Le cheval derrière Minerve porte le nom de PANCRATII. Le culte de Minerve était important à Skiron et les jeux de hasard y étaient pratiqués. Selon Darmon, la représentation des joueurs n'est pas une simple scène quotidienne mais possède un sens symbolique. Une mosaïque d'El Jem, conservée au musée national du Bardo et montrant aussi des joueurs de dés appartenait à une mosaïque dite de ξενία (xénia, hospitalité) qui possède, outre des natures mortes, des représentations des quatre saisons. L'image des joueurs de dés permet en effet, signale le même auteur, de représenter Aiôn, personnification de l'éternité en référence à un texte d'Héraclite connu sous forme de fragment,.
Huit ou neuf médaillons représentent uniquement des personnages, en particulier des auriges vainqueurs (quatre selon Jean-Paul Thuillier) sur un petit côté, à la tête de la mosaïque, dont un seul est bien conservé. Sur les grands côtés, on trouve quatre sparsores portant des couleurs différentes : ils représentaient les diverses équipes (factiones) du cirque. Le fait qu'ils soient le sujet de carrés entiers aux côtés des auriges invite à considérer leur rôle autre que subalterne, tel un rôle de directeur de courses d'après Charles-Picard. Selon lui, l'ustensile que le sparsor tient dans sa main serait un porte-voix ; mais Salomonson, qui y voit un récipient, présente le port de petites amphores ou de cruches comme « le signe distinctif de leur fonction particulière ». L'image positive des sparsores aurait été due aux dangers encourus dans les jeux du cirque par ces derniers, placés souvent à des endroits dangereux de la piste pour arroser les naseaux des chevaux.

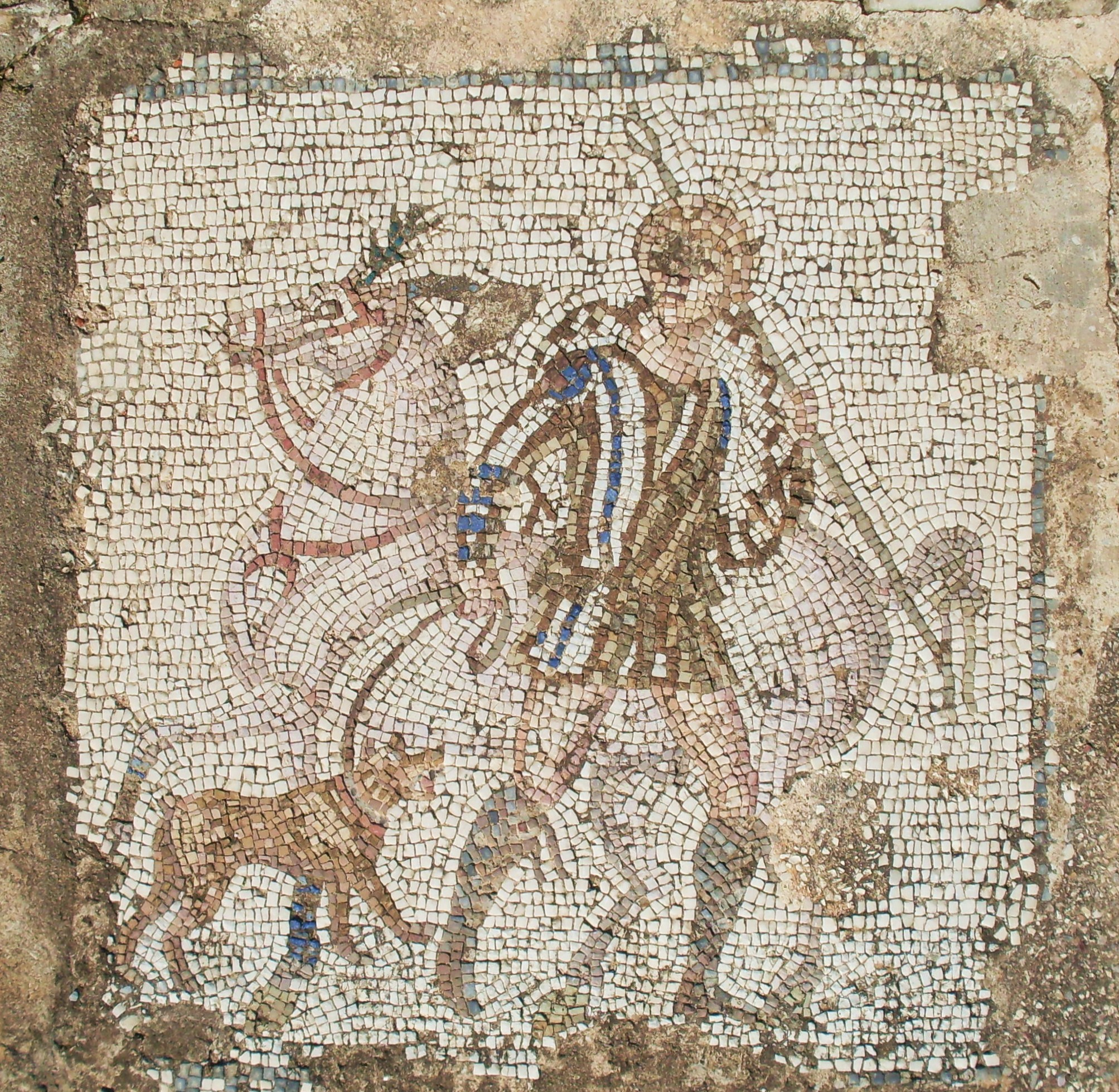
Scène de chasse[A 21].
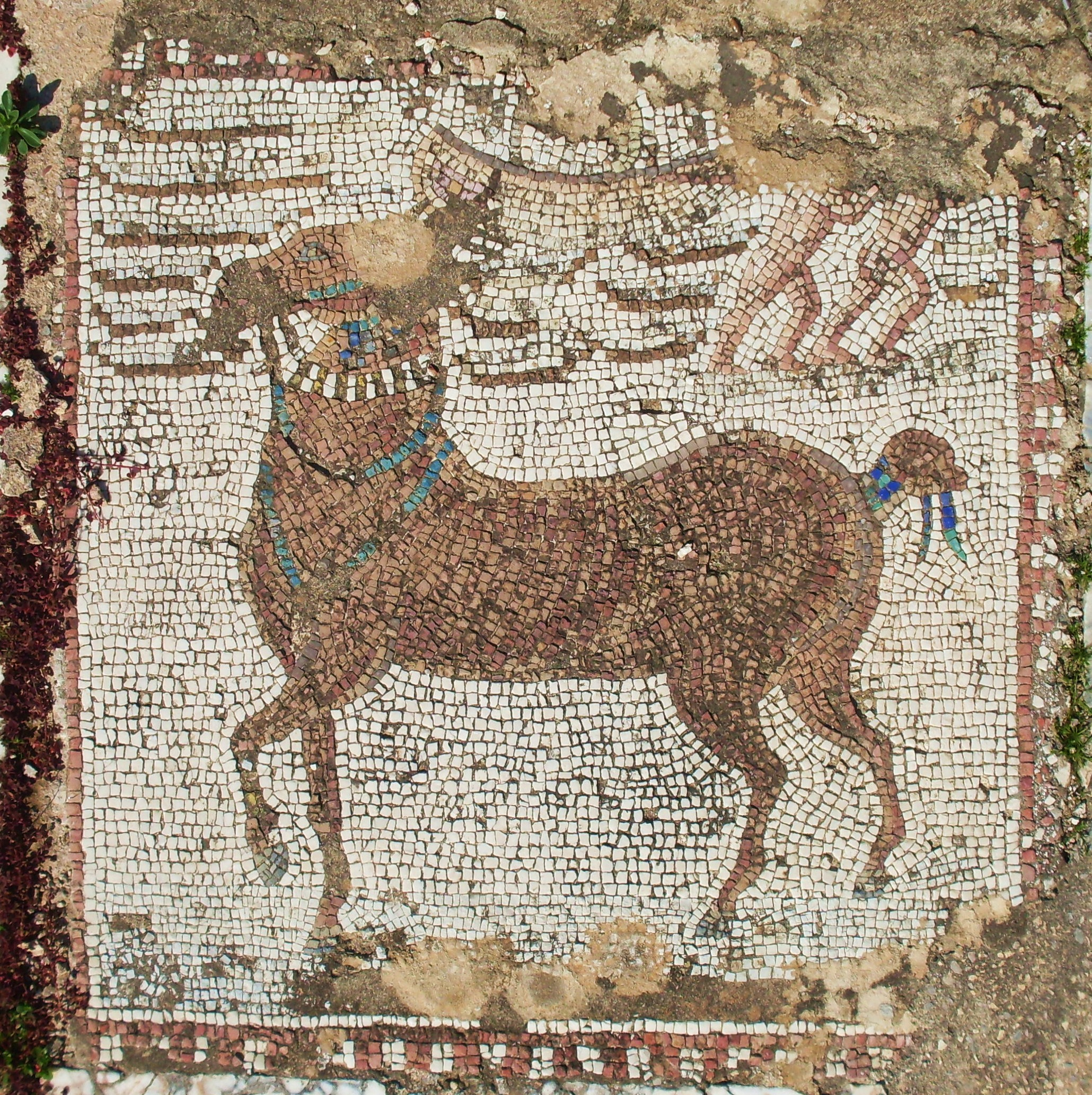
Scène de halage de navire[A 60].
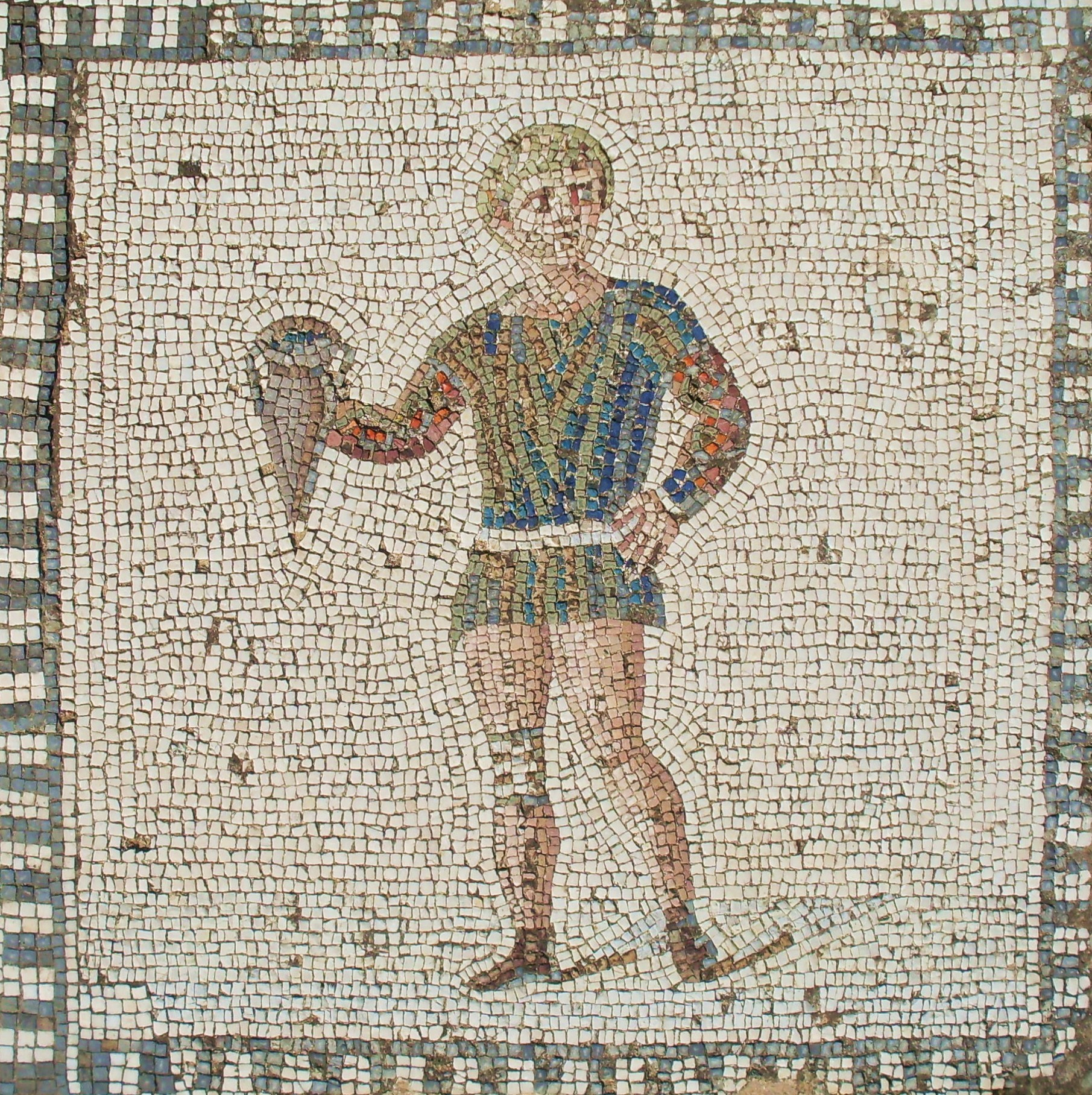
Sparsor avec une cruche à la main.
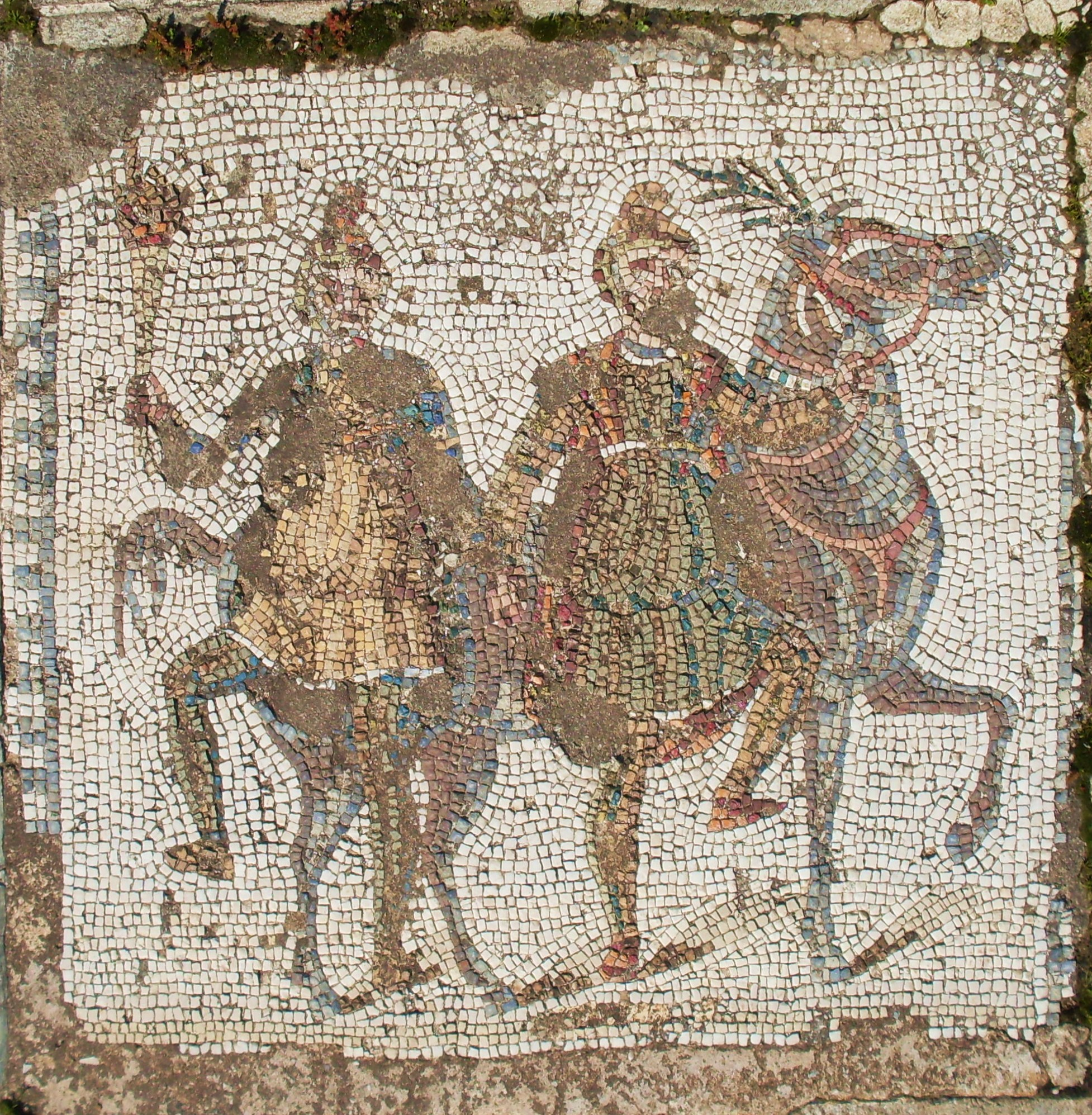
Panneau avec deux danseurs vêtus à la mode phrygienne[A 61].

## Interprétation

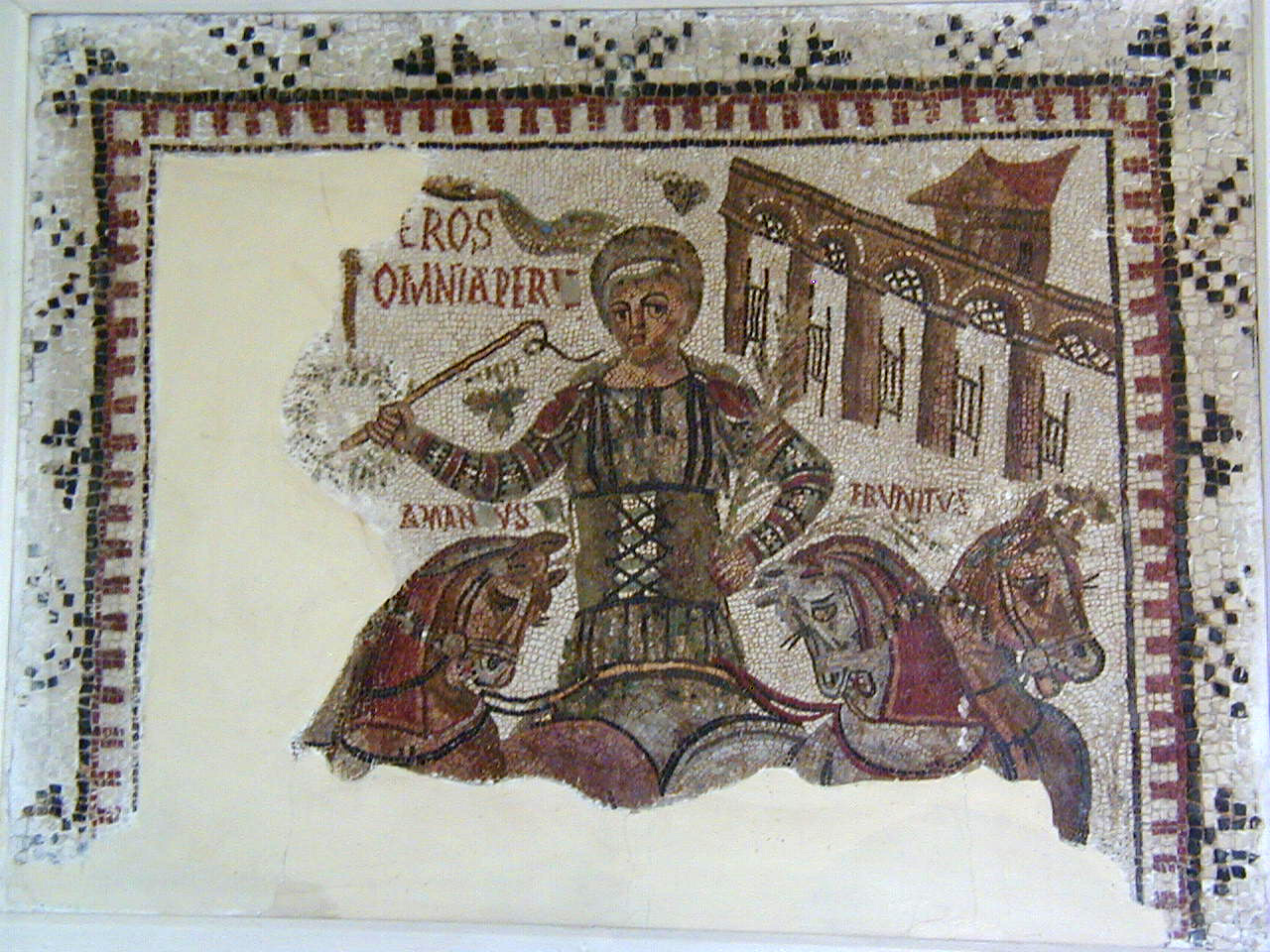
Mosaïque dite de l'Aurige vainqueur, Dougga, IV, conservée au musée national du Bardo : remarquer les noms des chevaux.

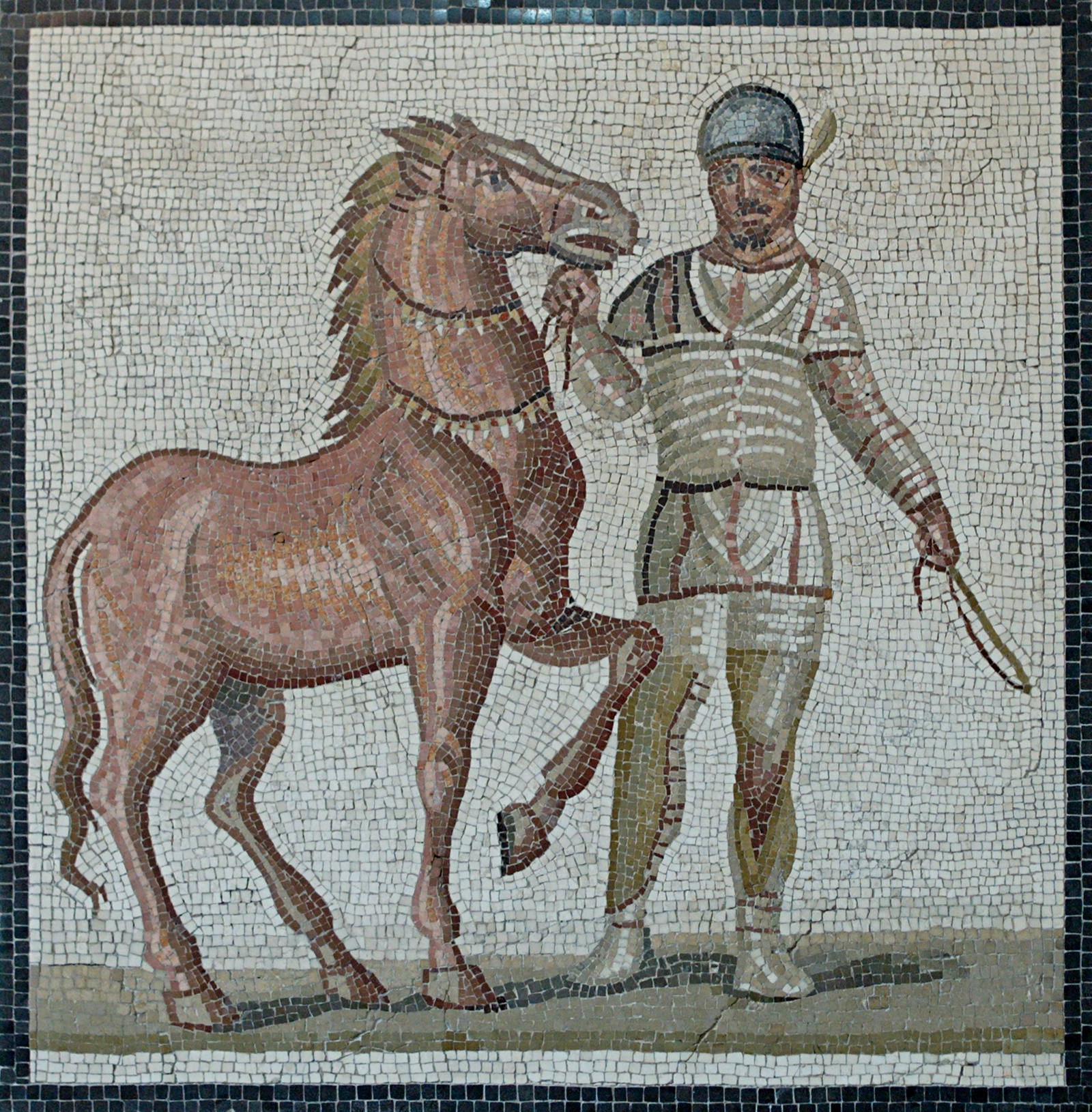
Mosaïque de pavement à l'aurige à casaque blanche, représentant l'une des quatre factions du cirque, villa des Sévères à Baccano (16 milles de la Via Appia), première moitié du III, conservée au musée national romain (Palais Massimo des Thermes) à Rome : remarquer l'attitude du cheval, très proche de celle des chevaux de la mosaïque de Carthage.

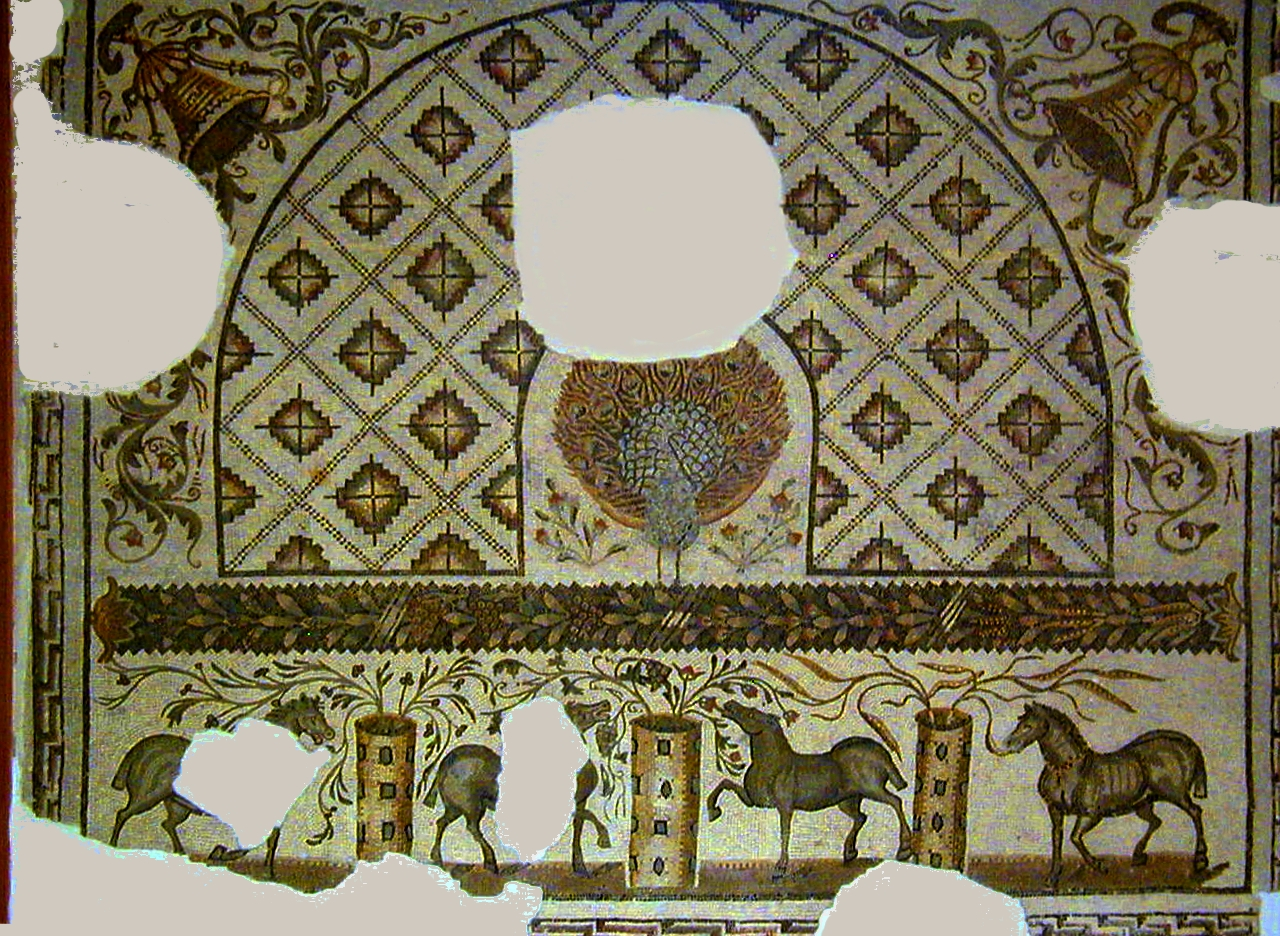
Paon faisant la roue, chevaux des quatre factions du cirque et cylindres de prix, Carthage, IV, musée national du Bardo : cette mosaïque est sans doute la commémoration d'une victoire, et valorisait le maître de maison.

### Œuvre complexe
Les emblema sont de qualités diverses, car dues à plusieurs artisans, mais l'ensemble est cohérent et daté du début du IVe siècle par Charles-Picard.
Parmi les motifs utilisés, celui du « semis irrégulier » utilisé dans la bordure est à placer dans une ambiance hellénistique,. Le motif des enfants chasseurs est, quant à lui, une réinterprétation du thème des amours pêcheurs d'origine alexandrine.
Le pavement a d'abord été pris pour un calendrier de fêtes, interprétation  assez vite rejetée par Salomonson qui considère le décor de chaque emblema comme un rébus pour deviner le nom du cheval de course. Cette utilisation de devinettes est unique à ce jour selon Ennabli. Cependant, certaines des images figurées n'ont pas pu être décodées.

### Œuvre qui témoigne de la popularité des courses équestres
L'œuvre témoigne de l'importance des courses de chars dans la société aisée de l'Antiquité tardive,.
Dans l'Antiquité romaine, le fait de nommer les chevaux de courses est assez répandu, et sur des supports très divers : ce nom est fréquemment donné sur les mosaïques africaines, mais aussi sur des objets, divers tant dans leur forme que dans leur matière, ainsi que dans les documents épigraphiques. Les noms des chevaux sont assez communs à tout l'Empire romain sauf ceux dénommés IUBA ou MASSINISSA. Les noms de chevaux dans l'Antiquité romaine se répartissent globalement selon cinq catégories :
- caractères physiques ou psychologiques ;
- liens avec la mythologie ;
- métiers ou activités ;
- noms d'animaux ;
- liens avec des lieux[43].

Ces catégories, identifiées à partir de sources épigraphiques, sont représentées dans l'œuvre trouvée à Carthage, qui présente selon Salomonson des « images parlantes qui chacune comportent une allusion au nom de l'un des chevaux de course représentés [...] par des indications figuratives ». La mosaïque est originale et « aucun parallèle exact ne peut [...] être cité ».

### Finalité discutée
Le but du propriétaire était peut-être commémoratif, à l'exemple des mosaïques de catalogues d'animaux de l'amphithéâtre, destinés à rappeler des jeux donnés. Le nombre de chevaux représentés dans la mosaïque pourrait correspondre à un groupe engagé dans les jeux du cirque. Ennabli évoque la commémoration d'une course célébrée dans le cirque de Carthage. Ce type de représentation était fréquent au IIIe et au IVe siècle. La commémoration a peut-être concerné un événement s'étant passé dans la capitale de l'Empire, des documents épigraphiques découverts à Rome pouvant s'appliquer à des rébus carthaginois.
Le coloris du collier donnerait le nom de l'équipe (factio) à laquelle appartenait le cheval, certains jubilatores figurent aussi avec une casaque colorée. Les factions représentées dans la mosaïque sont les Bleus et les Rouges, factions aux idées politiques plutôt conservatrices et aristocratiques. La mosaïque doit sans doute être mise en relation avec l'édifice à colonnes où a été mis au jour une mosaïque dédiée à la faction des Bleus.
Décrire par le jeu les équipages de coursiers permettait au maître du lieu d'éviter la monotonie d'une simple énumération de chevaux de course et de témoigner de son raffinement et de son érudition,, les invités pénétrant dans l'œcus de la maison devaient pouvoir y trouver la source d'un début de conversation. Cependant, il faut signaler que le déchiffrement des rébus demandait de la part des invités un « haut degré d'érudition » : alors même que certains des panneaux apparemment simples pouvaient posséder plusieurs solutions, d'autres devaient être beaucoup plus complexes. La mosaïque située dans la salle de réception permettait de générer des débats savants dits aussi « questions de table », ainsi les convives pouvaient « s'affirmer en qualité de mousikoi andres » (esthètes).
Yacoub réfute pour sa part les interprétations précédentes et considère que la villa appartenait à un riche aristocrate du début du IVe siècle : les dimensions du bâtiment invitent à y voir le goût du luxe du propriétaire ; la qualité du travail témoigne des dépenses engagées et de son érudition, notamment par le mode de devinette des noms des chevaux.

### Riche répertoire qui aurait fait école
Le répertoire africain développé au IIe et au IIIe siècle a été une importante source d'inspiration, en particulier dans l'Antiquité tardive car il y a eu « un transfert de motifs depuis l'Afrique vers la Sicile ». Pour  Ennaïfer, l'œuvre, riche du catalogue de chevaux et de la bordure pourvue de la frise des enfants chasseurs, constitue un « riche répertoire de modèles qui a inspiré plusieurs artistes », dont sans doute ceux de la villa de Piazza Armerina, datées, selon Salomonson, de la période 310-375.
La mosaïque, par la « variété exceptionnelle des représentations ajointes aux coursiers [donne] un aperçu étonnant sur l'étendue du répertoire thématique dont disposaient les ateliers de mosaïstes de l'Afrique proconsulaire ».